# Flauta
La flauta és un instrument de la gran família dels aeròfons, que es caracteritzen pel fet que el so s'hi produeix quan l'aire que s'hi insufla incideix en un bisell practicat a l'embocadura de l'instrument. Per això mateix s'entén que la flauta és un «instrument de bisell»; d'altra banda, i atès que hom considera que són instruments de fusta tots els instruments de vent que no tenen embocadura de broquet, les flautes es classifiquen com a instruments de fusta, sigui quin sigui el material amb què estiguin construïdes: os, fusta, plàstic, metall, ceràmica, canya o altres.
Aquest bisell divideix el flux de l'aire que hi entra, de manera que una part d'aquest queda dirigida cap a l'exterior de l'instrument i no incideix en el so de l'instrument –o en alguns casos ho fa tangencialment, li dona un color específic- i l'altra entra en vibració mentre recorre el tub ressonador. La funció del tub és doble: amplifica el so, i permet establir l'altura i l'afinació del so bo i modificant la llargada d'aquest, cosa que habitualment es fa tapant o destapant forats, tot i que hi ha, també, altres sistemes com per exemple les flautes d'èmbol o de pistó.

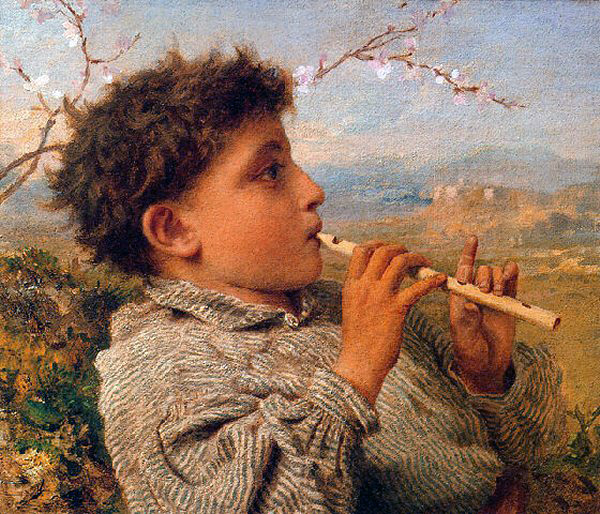
El pastor flautista de Sophie Gengembre Anderson, 1881

## Etimologia[2]
HI ha diverses hipotesis d'on prové el nom de flauta. Una d'elles ho fa derivar del llatí flatulare, de flatus, que significa buf. D'aquesta hauria pogut derivar flatüar i la seva metàtesi flaütar. D'aquesta manera, el substantiu flauta seria un derivat del verb flaütar i hauria estat difós per la poesia dels trobadors, des de la llengua d'oc a la resta de llengües romàniques. Però també hi ha les formes occitanes flauja, flajol i flaujar que tenen unes semblances amb el francès flageolet, amb el català flabiol, ... que no poden ser considerades com a casuals i que potser ens parlen d'un creuament entre el llatí tardà flatare i l'occità flaujar. El mateix Joan Coromines documenta la forma flaüta l'any 1328 i la forma flahuta el 1378.

## Classificació de les flautes[4]
D'acord amb la classificació de Hornbostel-Sachs, les flautes se situen dins de l'apartat dels instruments de vent pròpiament dits que corresponen a la classificació numèrica 421. Dins d'aquesta se subdivideixen segons els criteris següents:

Secció longitudinal de l'embocadura d'una flauta de bec. La B senyala el conducte d'aire i la C, el bisell.

- Segons que el bisell es trobi dins d'un conducte d'aire –és a dir, dins del tub- o bé que sigui l'instrumentista el que crea un corrent d'aire molt estret amb els llavis, de manera que el bisell és practicat ben bé a l'extrem del tub.
- Segons que l'embocadura sigui terminal –és a dir, a l'extrem del tub-, o bé lateral. D'acord amb aquest criteri apareixen el grup de les flautes rectes (entre les quals hi ha les flautes de bec) i el de les travesseres.
- Segons com sigui l'extrem inferior de la flauta, l'oposat a l'embocadura; és a dir, que sigui obert o tancat. En el cas que el final estigui tapat, pot ser que aquest tap sigui fix –la majoria de casos- o mòbil; en aquest cas es tracta d'un pistó o èmbol. Encara hi ha una possibilitat intermèdia; que al final hi hagi un forat d'un diàmetre molt més petit que el del tub; en aquest cas parlem de tub parcialment tapat. Això es dona, sobretot, en flautes de canya que aprofiten com a final un nus i hi practiquen un petit forat. Segons les lleis de Bernouilli, si tenim dues flautes (o dos tubs en general) de la mateixa llargada, però un obert i l'altre tancat, el tancat produeix un so d'una freqüència que la meitat del que produiria l'obert; és a dir, que l'obert sona a l'octava superior que el tancat.
- Segons que al llarg del tub s'hi hagin practicat uns forats que es poden deixar oberts o tancar-los, o que aquests forats no hi siguin. En el cas que hi hagi forats, poden ser tapats amb els dits directament o bé amb unes claus accionades en un lloc diferent i que acaben tapant els forats.
- Segons que la flauta tingui un sol tub o diversos; en el cas que en tingui uns quants –aquestes són, sobretot, les flautes de pan, però també flautes doble o triples del tipus del dvojnice- aquests poden estar agrupats en filera –recta o corbada- o bé en forma e feix.
- Segons que es bufin amb la boca –la immensa majoria- o amb el nas, com és el cas d'alguns models d'Oceania (Illes Tonga, Tahití, la Polinèsia), Malàisia, etc.
- Segons la forma del ressonador, que pot ser tubular o globular. En el primer cas, a més, també es poden classificar segons que el tub tingui perforació cilíndrica o lleugerament cònica; en aquest darrer cas, és més freqüent que sigui de diàmetre més ample prop de l'embocadura que a l'altre extrem i no pas a l'inrevés com en la resta d'instruments de tub cònic (oboès, etc.)

La majoria d'aquestes característiques es creuen entre elles de maneres molt diverses en instruments propis de cultures també diverses provinents dels cinc continents.
Els tipus més difosos de flautes en la nostra cultura són la denominada flauta travessera i la flauta de bec o flauta dolça.

## La producció dels sons
Tot i que els xiulets també produeixen el so per mitjà d'un bisell i que tipològicament poden ser considerats com a flautes, el cert és que, normalment, quan hom es refereix a la flauta és per aplicar-ho a instruments que tenen unes possibilitats més grans per articular sons diversos que no pas aquells.
La producció dels sons, com en qualsevol instrument de vent amb un tub ressonador, ve determinada per les anomenades lleis de [Johann] Bernouilli segons les quals la freqüència (i, consegüentment, l'altura) del so produït és inversament proporcional a la llargada del tub que vibra, i directament proporcional a la velocitat que té el fluid (l'aire en aquest cas) que hi ha dins del tub. D'altra banda, els tubs oberts poden produir el to fonamental i tots els seus harmònics, mentre que els tancats només produeixen el fonamental i els harmònics imparells. Finalment, i com s'ha dit, dos tubs de la mateixa llargada, en els quals l'aire vibra amb la mateixa velocitat, però de manera que l'un sigui obert i l'altre tancat, el so fonamental que produeix el tub tancat té una freqüència que és la meitat que l'altre, és a dir, que sona una octava inferior.
Finalment, cal afegir que els tubs que tenen un diàmetre especialment petit amb relació a la seva llargada faciliten molt la producció d'harmònics (i esdevé difícil produir el so fonamental).
D'acord amb això, la producció de sons d'altures diferents en una flauta es pot fer de maneres molt diverses:
- Modificant la pressió de la columna d'aire que es fa incidir sobre el bisell: a una pressió major hi correspon un so una mica més agut, de manera que la variació contínua de pressió pot produir un so que fluctua en la seva altura, produint una mena de glissando d'àmbit més aviat reduït. Aquesta variació també es pot fer de manera discontínua, per tal d'obtenir sons separats i articulats d'altura diferent.
- Modificant la pressió de la columna d'aire però en una magnitud més gran que en el cas anterior: l'augment de la pressió i, per tant, de la velocitat de l'aire dins del tub sonor força a variar el mode de vibració d'aquesta, de manera que deixa de sonar la nota que sonava fins llavors i passa a sonar un harmònic superior.
- Modificant la llargada del tub sonor. L'altura del so produït és inversament proporcional a la llargada del tub sonor. En la majoria de flautes aquesta alteració és discontínua atès que la llargada de la columna d'aire dins del tub es modifica tapant i destapant forats, però en les flautes de pistó o d'èmbol aquesta modificació és contínua i produeix un efecte de glissando.

## Elements d'història

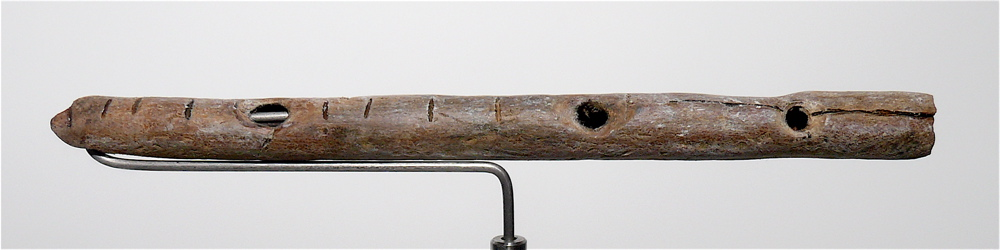
Flauta del període aurinyacià, feta amb os, trobada al jaciment de Geissenklösterle, Alemanya. Rèplica exposada al Parc de la Prehistòria de Treverga, Principat d'Astúries.

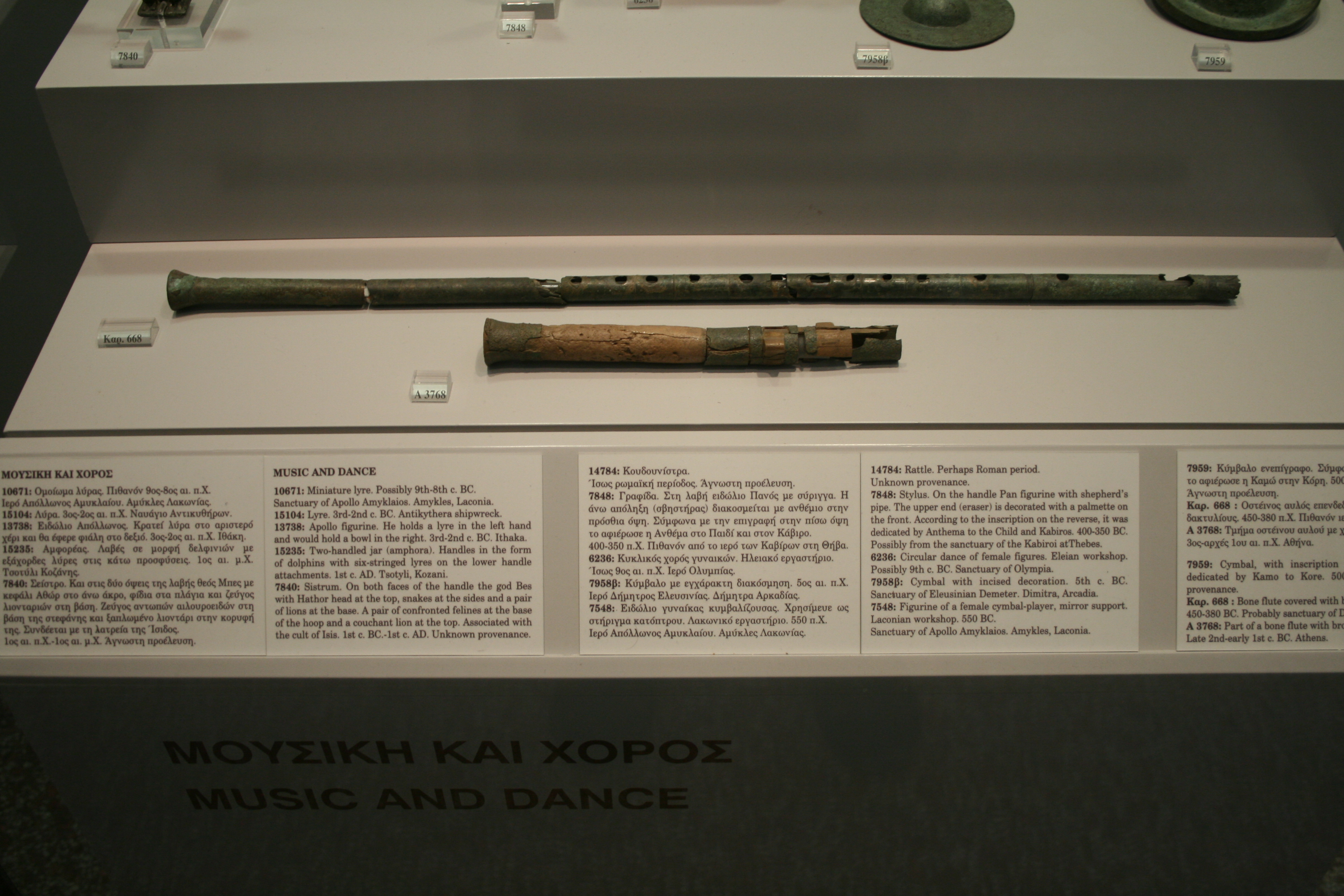
Aulos grec del segle V aC conservat al Museu arqueològic d'Atenes

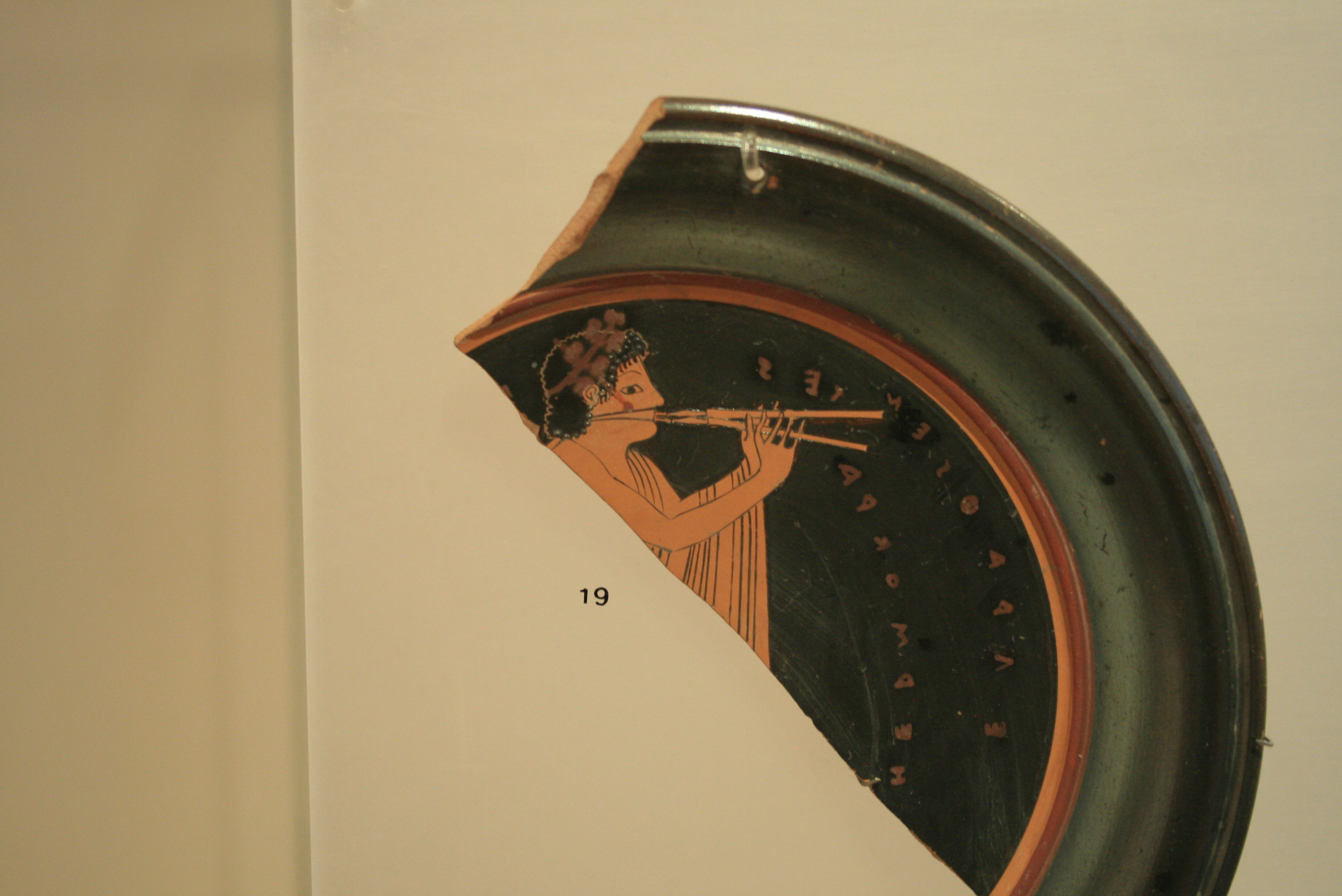
Diaulos representat en una ceràmica grega conservada al Museu arqueològic d'Atenes

La flauta més antiga que s'ha trobat mai, tot i que és un tema controvertit, podria ser feta amb un fèmur d'un exemplar jove d'os de les cavernes, amb entre dos i quatre forats, i que es va trobar a Divje Babe, Eslovènia, i que ha estat datada amb una antiguitat de 43.000 anys. L'any 2008, es descobrí una altra flauta a la qual s'atorga una antiguitat de com a mínim 35.000 anys, a la cova Hohle Fels, prop d'Ulm, Alemanya. la flauta de cinc forat té una embocadura en forma de V i és feta amb un os d'ala de voltor comú. Els investigadors que van fer la troballa van publicar de manera oficial els resultats a la revista Nature el juny de 2009. El descobriment és especialment important perquè representa la troballa de l'instrument musical més antic de la història i permet posar data a la producció de música per part de l'espècie humana. Aquesta flauta, un dels diversos instruments trobats, fou descoberta a la cova Hohle Fels, a prop de la Venus de Hohle Fels, trobada el maig de 2009, l'escultura més antiga que es coneix. Té tres forats i, com les flautes moderns de tres forats, hom ha suggerit que modificant la pressió d'aire podria haver produït melodies de notable complexitat. En anunciar la descoberta, els científics suggerien que la troballa demostra la presència d'una tradició musical ben establerta en el temps en què els humans moderns colonitzaren Europa. Els científics també han suggerit que la descoberta d'aquesta flauta pot ajudar a explicar la probable diferència cognitiva i comportamental entre els Neanderthals i els primers humans moderns. Tot i que aquesta és la més ben conservada de les que van trobar en aquest jaciment, també se n'hi van trobar altres fetes amb ullal de mamut, una d'elles amb tres forats.
Una antiguitat d'entre 30000 i 37000 anys és la que s'atribueix a la flauta o xiulet feta amb un ullal de mamut que es va trobar a la cova de Geißenklösterle, a Alemanya, prop d'Ulm l'any 2004. Aproximadament de la mateixa època daten unes altres dues flautes, aquestes fetes amb os de cigne que s'havien descobert una dècada abans a la mateixa cova alemanya, i a les quals s'atribueix una antiguitat d'uns 36000 anys. Aquests es trobarien entre els instruments més antics que es coneixen, la qual cosa permet afirmar que la flauta (o el xiulet) seria l'instrument més antic de la humanitat.
Altres flautes igualment del Paleolític amb antiguitats entre els 20.000 i 25.000 anys ja inclouen les dues grans tipologies d'embocadura, segons que el bisell estigui practicat a l'extrem del tub sonor o a l'interior d'aquest. Entre els primers, progressivament es van anar desenvolupament diversos tipus de bisell segons que tingués una osca, que podria tenir formes diverses (rectangular, ovoïdal, triangular ...) o que no en tingués. Són posteriors els tipus de flauta amb forat lateral. En el període aurinyacià aquests instruments, ara amb unes perforacions laterals, es començaren a prodigar més, i proliferaren uns 5000 anys més tard, en el magdalenià.
La Bíblia, al Gènesi, capítol 4, verset 21, cita a Jubal com a pare de tots els que toquen l'ugab i el kinnor. El primer terme es refereix a vegades a alguns instruments de vent en concret i, altres, a alguns en particular (i el segon a instruments de corda). Com a tal, en la tradició judeocristiana, Jubal és tingut com a l'inventor de la flauta, un terme que s'empra en algunes traduccions de la Bíblia.
La flauta travessera va aparèixer amb posterioritat als xiulets i flautes rectes. La més antiga conservada és una chi (篪|) que fou descobert a la tomba del marquès Yi de Zeng, a Suizhou, a la província xinesa de Hubei. Data del 433 abans de Crist, durant la dinastia Zhou. És feta de bambú i decorada amb lacats, té els dos extrems tapats i té cinc forats. Les flautes chi apareixen esmentades al Shi Jing, que fou recopilat i editat per Confuci.
A les grans civilitzacions de l'antiguitat, les flautes – tant rectes com travesseres – apareixen a Mesopotàmia vers el 2500 aC, amb noms com ti gi a, tigi o tigtigi, amb funcions rituals en el temple. A Egipte, on es va conèixer amb el nom de seba, va mantenir una funció similar. Tenia tres forats i es bufava per la vora de l'extrem del tub, de manera similar al ney i el kaval. No hauria estat fins a la Grècia clàssica que s'haurien practicat fins a sis o més forats en les flautes.
Un tipus arcaic de flauta travessera és el que es desenvolupà sobretot a la Xina durant la dinastia zhou i que es coneix amb el nom de Ti; va tenir un nombre creixent de forats, un dels quals es tapava amb una fina fibra vegetal que vibra en vibrar la columna d'aire i modifica el timbre de l'instrument; va assolir el seu desenvolupament màxim durant la dinastia Ming. Un altre tipus de flauta travessera és el que es desenvolupà a l'Índia i que es coneix com a bansuri.
La flauta de la Grècia clàssica era el syrinx, tot i que a vegades també rebia el nom d'aulos, tot i que en realitat era un instrument de llengüeta. Quelcom de semblant passava en el món romà entre la fistula i la tibia. El terme àrab genèric per a la flauta era sabbâba que influí sobre el terme castellà medieval ajabeba; si bé aquest es referia a una flauta travessera, aquell s'aplicava a tota mena de flautes.

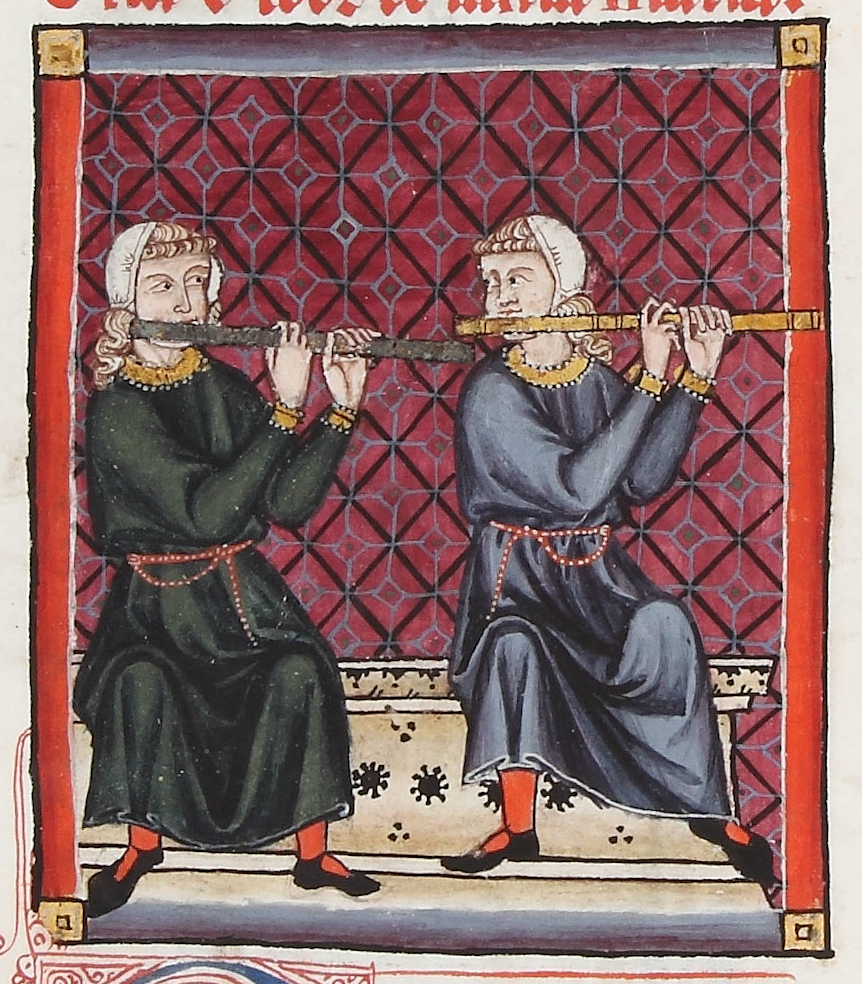
Representació de dues flautes travesseres en una miniatura de les cantigues d'Alfons X el Savi

Durant l'Edat Mitjana es van desenvolupar diversos models de flautes dobles; a vegades es tractava de dos instruments separats que eren tocats junts i, en altres casos, d'un instrument construït ja com a tal amb dos tubs que en uns casos eren paral·lels –com en el cas del dvojnice- i altres en angle, com el que toca un dels àngels músics en el retaule de Ferrer Bassa. De fet, però, ja a la Grècia clàssica havien existit aulos dobles, en angle, segons es pot veure en multitud de representacions pictòriques sobre ceràmica.
Cap al segle xiv la flauta travessera apareix en diverses fonts esmentada com a flauta alemanya, sens dubte degut a l'arrelament que aquest instrument va tenir en aquelles terres, mentre que la flauta de bec o recte es coneixia com a flauta d'Anglaterra. Durant l'Edat Mitjana, totes les flautes –excepte els models de tessitures més agudes- van ser sempre considerats instrument de 'música baixa', és a dir de sonoritat suau, dolça fins i tot (pensem en la flauta de bec denominada també flauta dolça), especialment adequats per a la música d'interiors, i amb un notable predicament en la iconografia religiosa, especialment en els abundants concerts d'àngels de la pintura gòtica i posterior, en els quals la Verge Maria apareix envoltada d'àngels tocant instruments.
A Europa, s'han desenvolupat moltes tipologies de flautes en la música tradicional i folklòrica, la immensa majoria d'elles bufades per l'extrem del tub i amb canal d'aire (a més d'algunes zones que s'han decantat més aviat per les flautes de pan). En canvi, en l'àmbit de la música clàssica les relacions entre les flautes de bec i les travesseres ha estat força diferents.
En el Renaixement i en el Barroc conviuen ambdós tipus d'instruments. La flauta de bec, al llarg del segle xvi es desenvolupa en forma de família, integrada per una sèrie d'instruments de característiques pràcticament idèntiques, amb afinacions diferents –amb predomini de les flautes en do i en fa- que permeten de tocar música polifònica amb un timbre homogeni. En canvi, la flauta travessera, no arribà a desenvolupar una família comparable a la de l'envergadura de la flauta de bec, tot i que Alexander Agricola al seu tractat Musica Instrumentalis deudsch del 1528 mostra una família de quatre flautes travesseres de mides i tessitures diferents. Si bé una part de la literatura barroca per a flauta permet de ser tocada amb tots dos tipus de flauta encara que s'adapti més bé a l'una que no pas a l'altra, també hi ha mostres de música exclusivament pensada per a l'una i no per a l'altra. Constitueixen un exemple del primer cas les sonates per a un instrument melòdic i baix continu que Haendel va publicar com a practicables amb una sèrie d'instruments entre les quals es troben ambdós tipus de flautes, a més del violí o l'oboè; és cert, però que algunes són més indicades per a un d'aquests instruments. En canvi, Johann Sebastian Bach compta amb dues flautes de bec per al concertino del seu segon concert de Brandenburg, però amb una flauta travessera per al cinquè de la mateixa sèrie.
Al Classicisme la flauta travessera ja era pràcticament l'única emprada en els àmbits de la música de concert i l'òpera; només personatges de baixa extracció social com Papageno a La flauta màgica de Mozart toquen altres tipus de flauta com la flauta de pan. Construïda en fusta, va fer un salt qualitatiu important en el moment en què Theobald Boehm (1794-1881) va inventar i aplicar-li un sistema de claus que en facilitava l'execució al mateix temps que n'incrementava substancialment les possibilitats; un sistema que més tard s'adaptaria i aplicaria a altres instruments de vent fusta. Posteriorment, la flauta travessera es passaria a construir en metall. Al llarg del segle xix igual com va succeir amb tants altres instruments de vent, la flauta travessera d'orquestra va ser objecte d'experimentacions diverses, entre altres la del mateix de Boehm, o les diferents formes que es buscaven per construir flautes de tessitures més greus.
Per la seva banda, la flauta de bec va renàixer a una escala important al llarg del segle xx, en dos terrenys diferents. D'una banda, per a la interpretació de la música antiga amb criteris i instruments el més propers possible als de l'època en què havia estat creat el repertori. De l'altra, i un cop fetes algunes adaptacions com la fabricació industrialitzada a preus econòmics, l'experimentació amb plàstics diversos, i l'adaptació del sistema de digitació a una modalitat més simple, l'instrument s'ha popularitzat en el món de l'educació musical a l'escola.

## Principals tipus de flautes[15]
Els grups de flautes són els següents:
- Flautes bufades per l'extrem, tant si tenen osca com si no en tenen. Estan molt esteses. Entre aquestes hi ha, per citar les més conegudes a Occident, la quena, que és practicada en diversos països d'Amèrica del Sud o el Shakuhachi japonès. Moltes d'elles són fetes de canya.

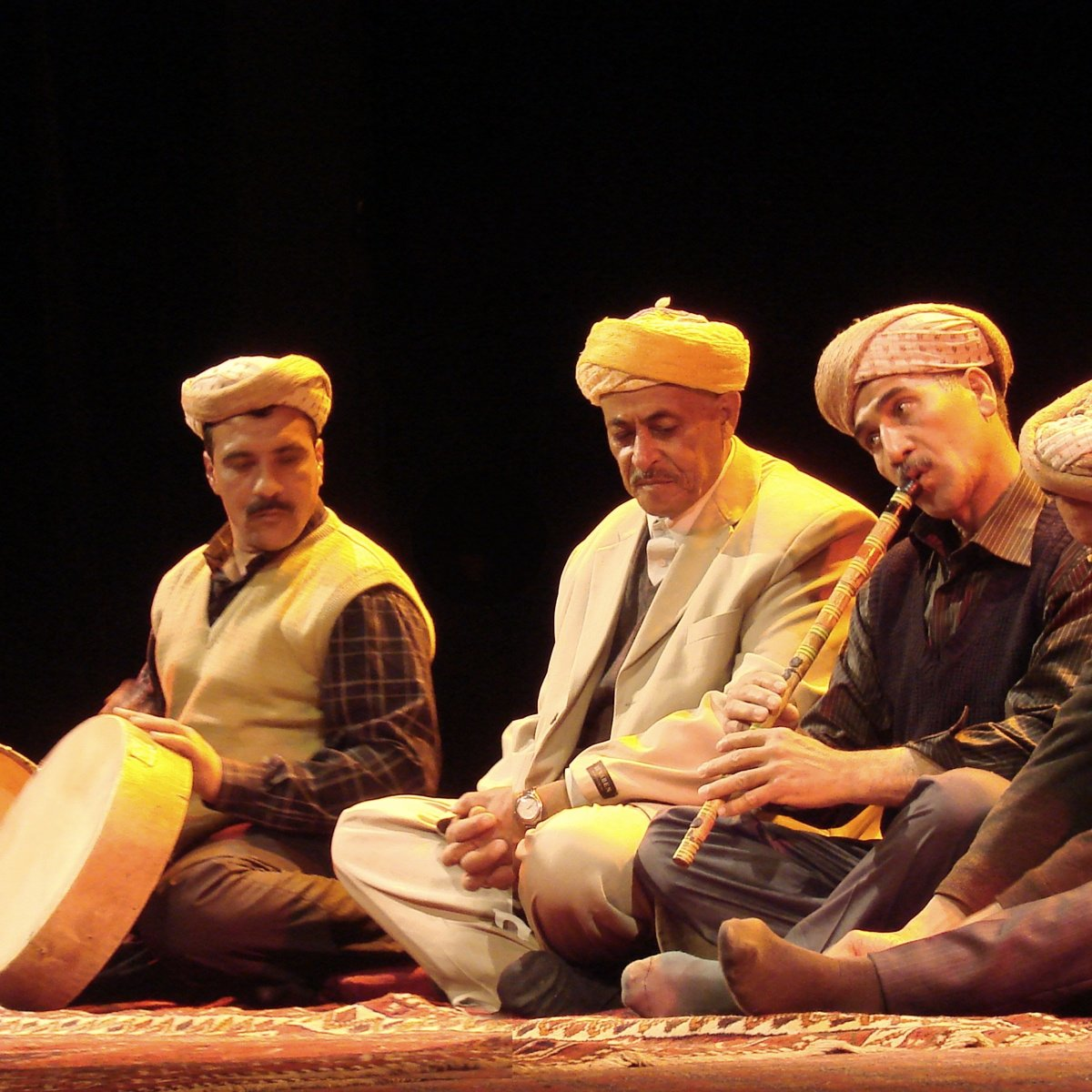
Beni Salah tocant la gasba, flauta pròpia del Magrib, a Algèria.
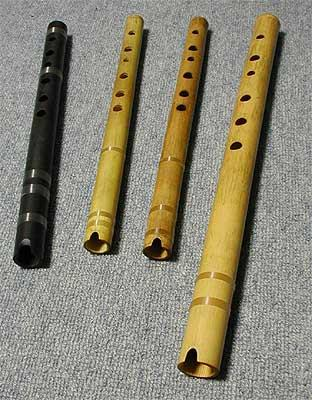
Quatre tipus diferents de quena
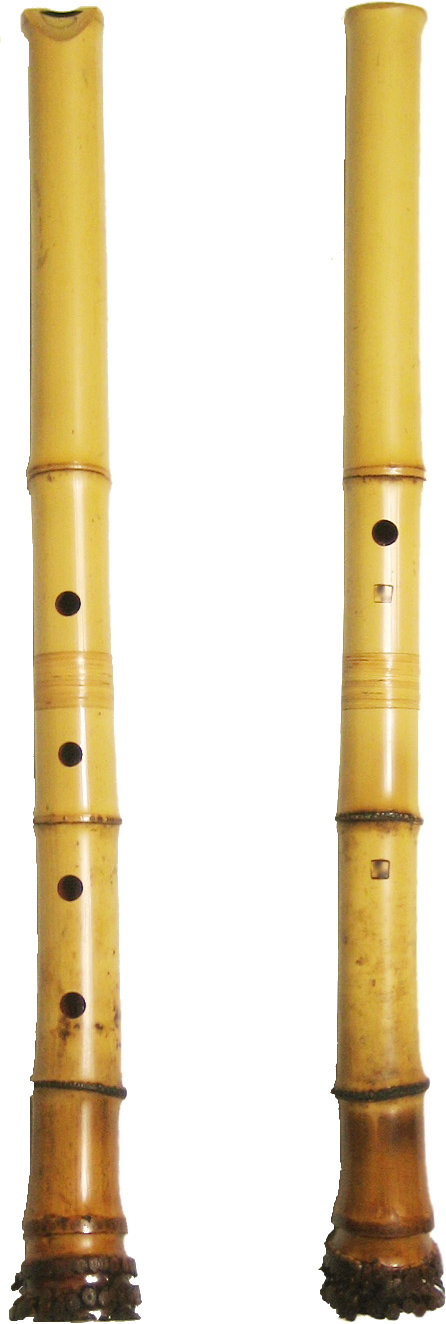
Vistes frontal i posterior d'un shakuhachi
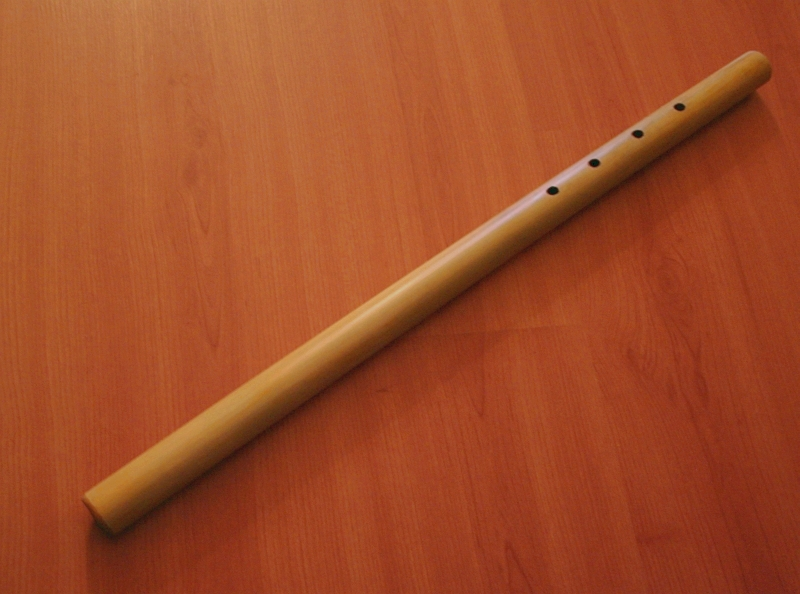
Flauta saluang, de Sumatra, feta en canya de bambú
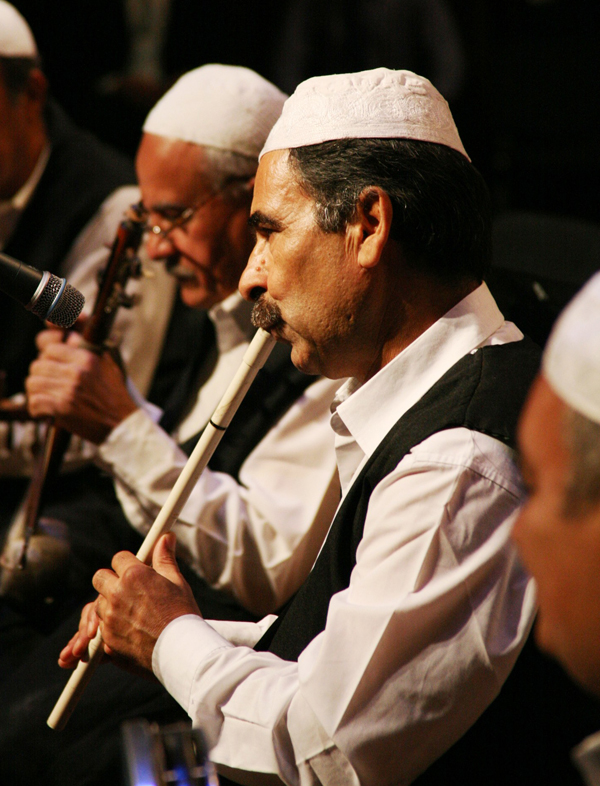
Músic iraquià tocant el nei
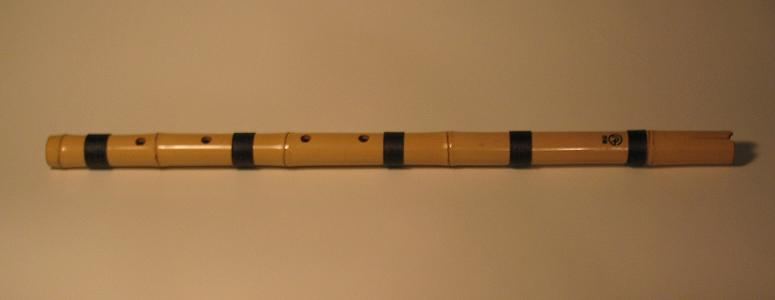
Danso, flauta amb osca al final, pròpia de Corea.
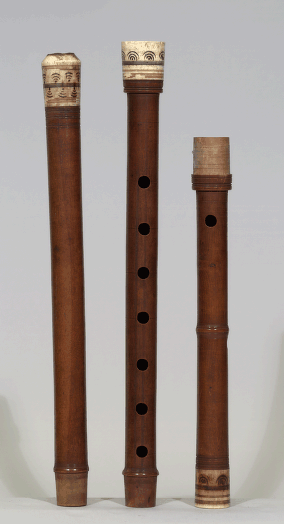
Exemplars de Kaval, una flauta bufada per l'extrem que es troba a Turquia, Romania, Bulgària, Sèrbia, Macedònia, Nord de Grècia,etc
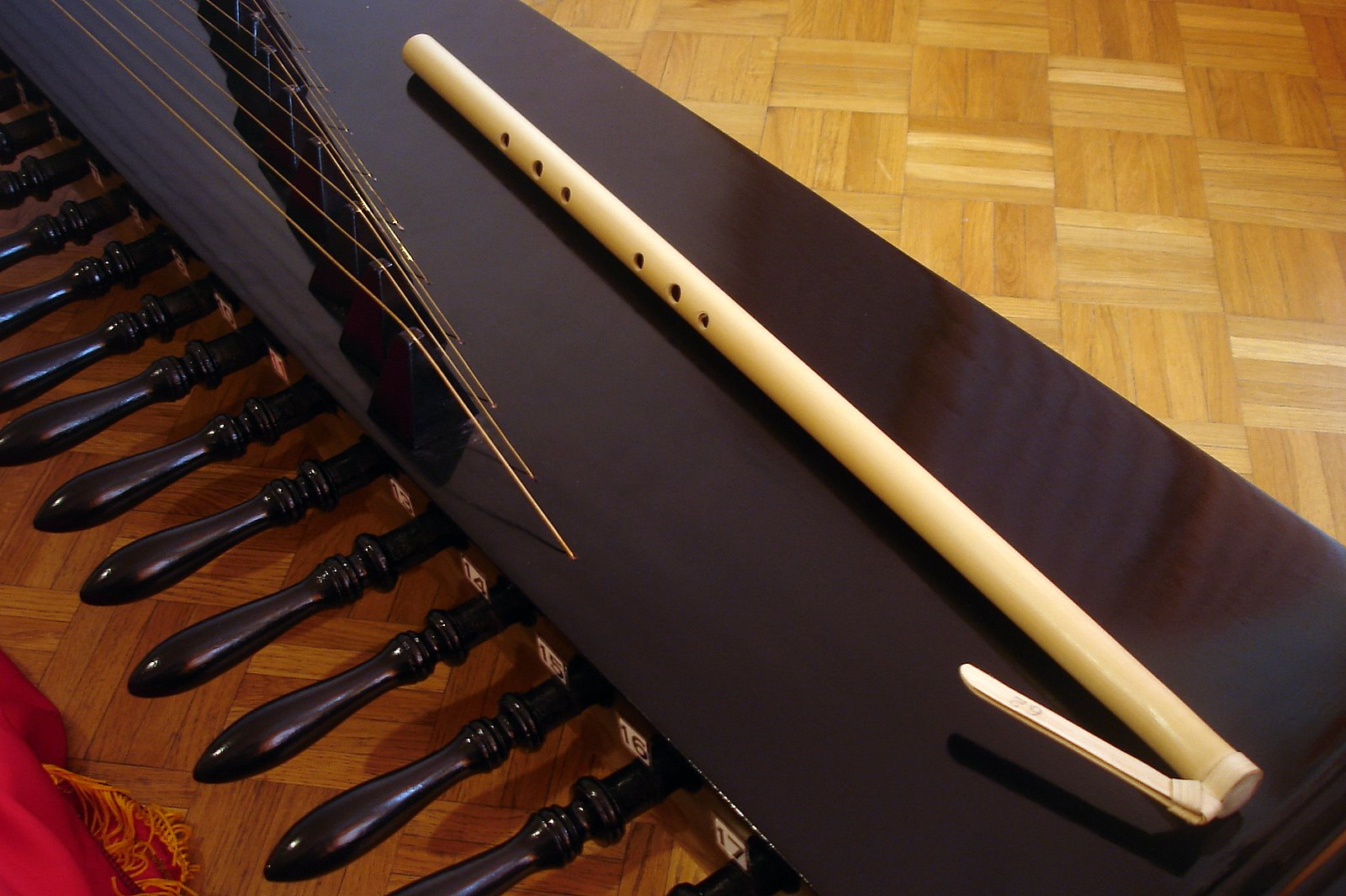
Suling, flauta indonèsia de bambú que es toca en el gamelan.
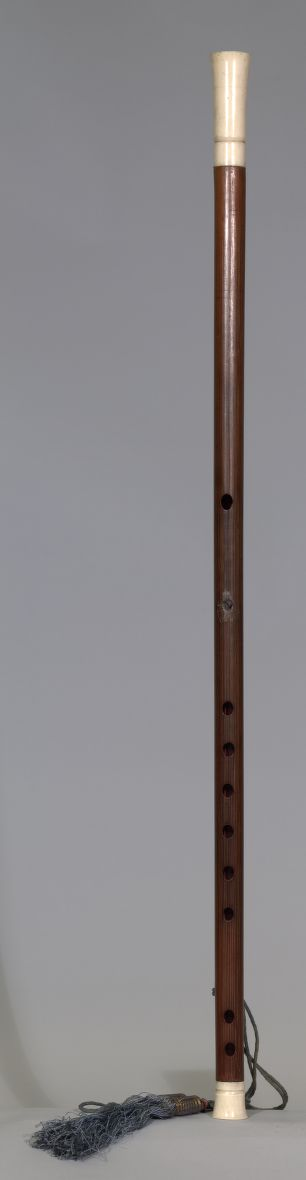
Flauta minteki, del Japó.
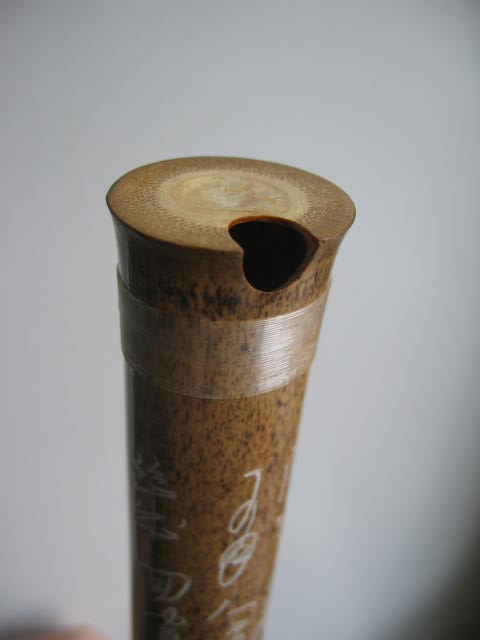
Detall del forat superior d'un xiao xinès.
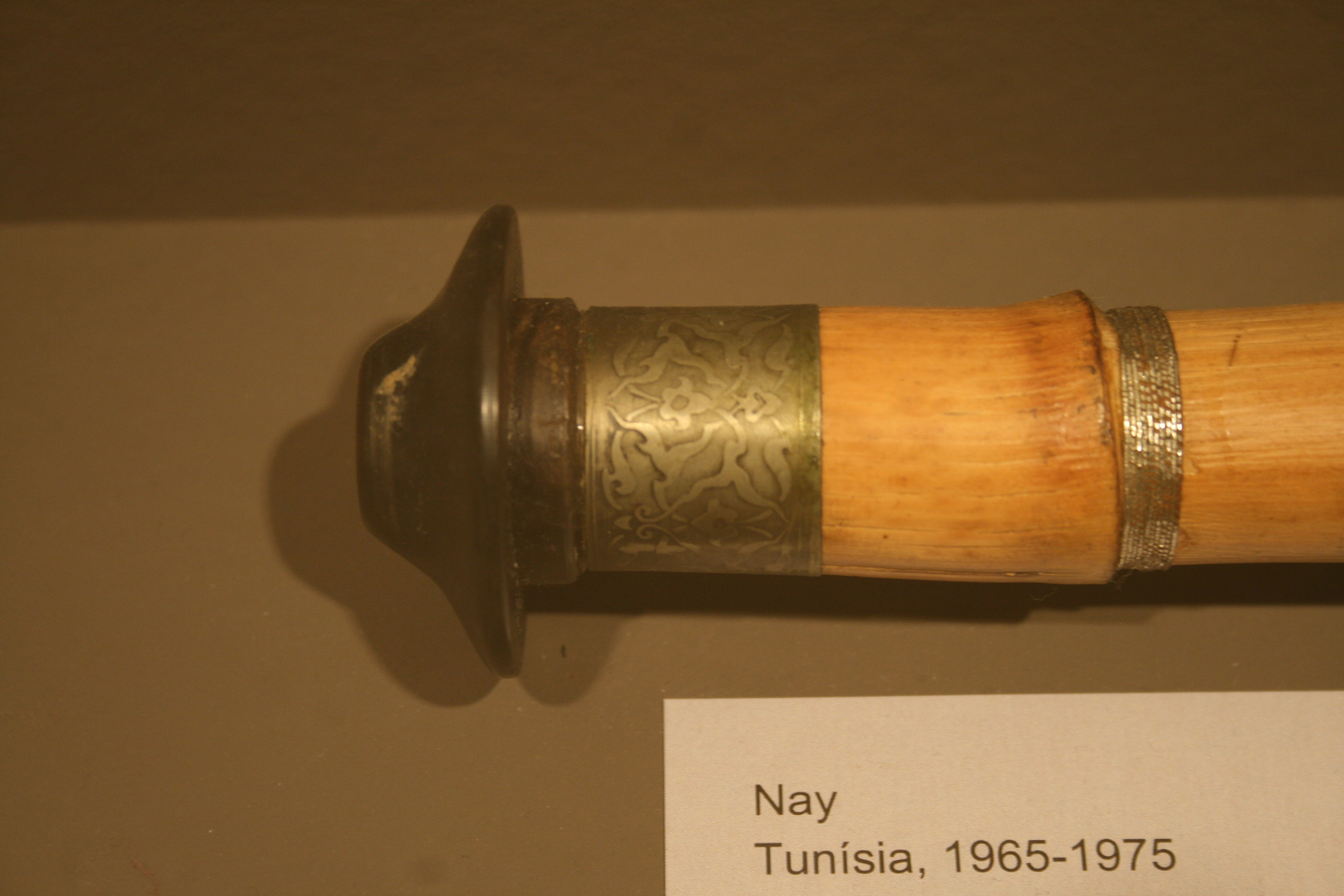
Detall de l'embocadura d'un Nay de Tunísia.
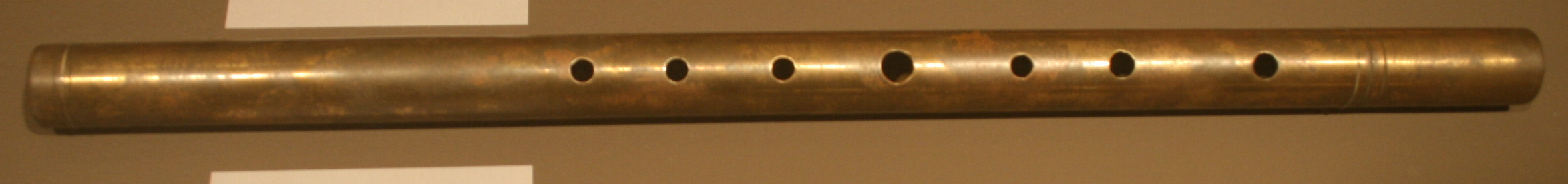
Fyell, flauta pròpia d'Albània.
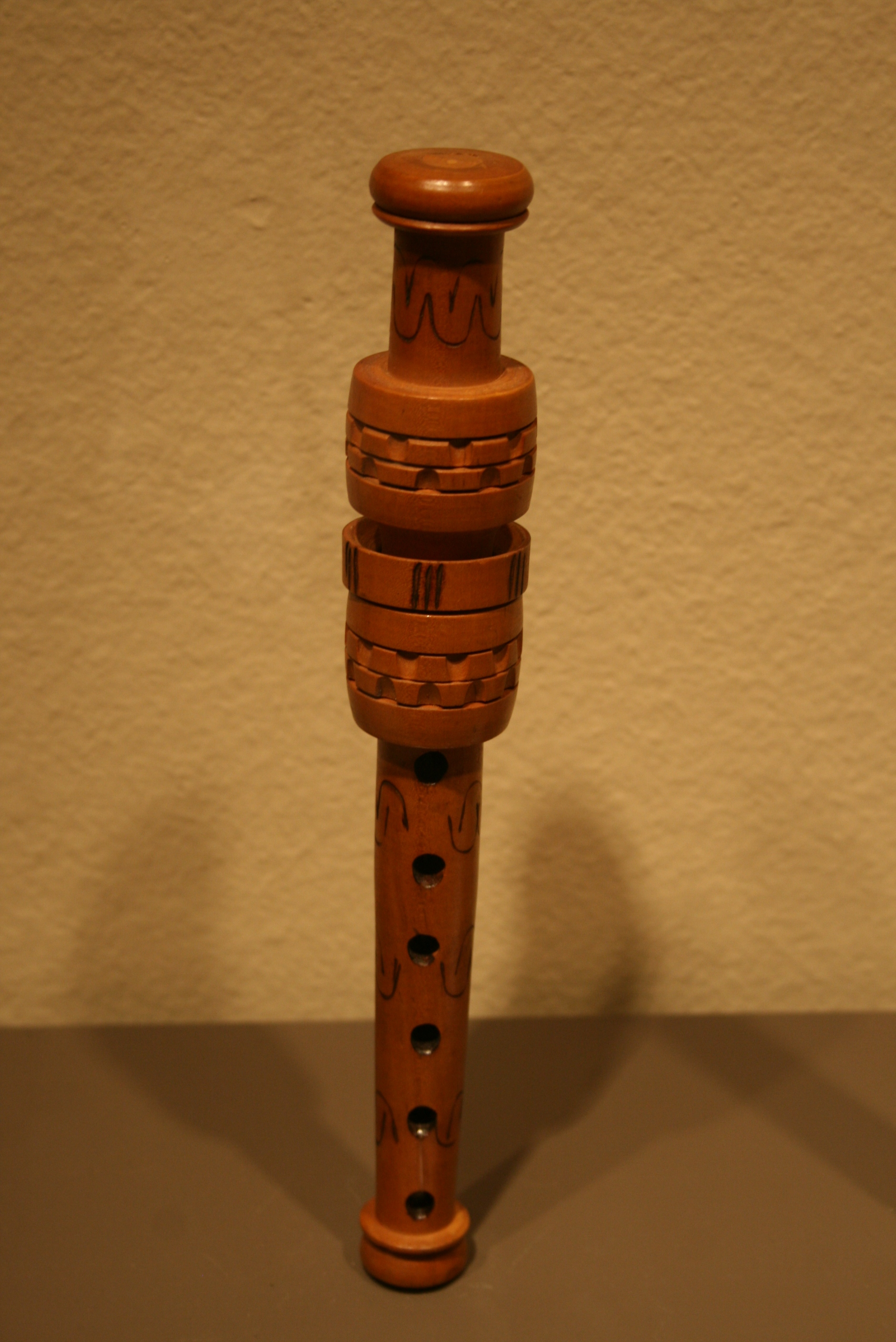
Curlika, pròpia de Bòsnia.
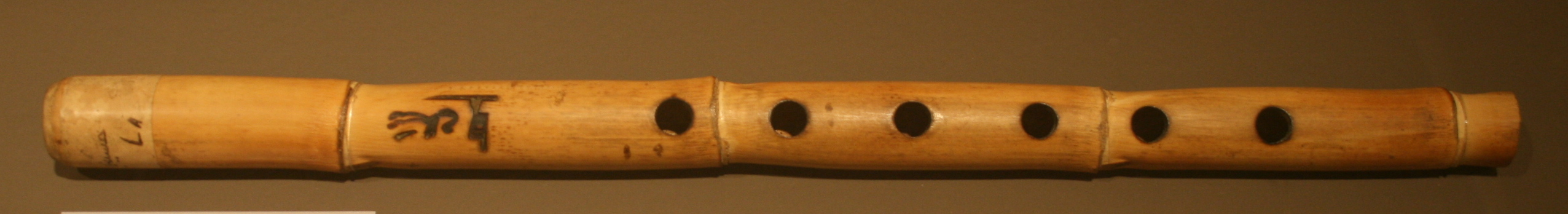
Gasba, típica de Tunísia.

- Flautes amb conducte d'aire i un bisell a la finestreta, tot això a l'embocadura. Són un grup molt i molt nombrós. Encara que no siguin realment instruments musicals, en aquest grup hi ha els xiulets (feta excepció dels globulars) i els siurells. Les flautes de bec s'integren en aquest grup. També les nombroses flautes de tres forats que es toquen amb una sola mà (normalment l'esquerra: tres dits tapen forats i els altres dos subjecten l'instrument; un tub molt llarg i prim facilita la formació d'harmònics i, per tant, l'execució d'una escala sencera malgrat que només hi hagi tres forats) mentre amb l'altra es toca un tambor. En aquest grup hi ha nombrosos exemplars: el pipe and tabor que interpreta la Morris dance a Anglaterra, el galoubet de la Provença, el flageolet, el txistu del País Basc, la flauta de la Maragatería, la flauta o gaita rociera[16] d'Andalusia, etc. Encara que no tinguin tres forats sinó més, els diferents tipus de flabiols –catalans, tant sec com de claus, i mallorquí- formen part d'aquest grup.

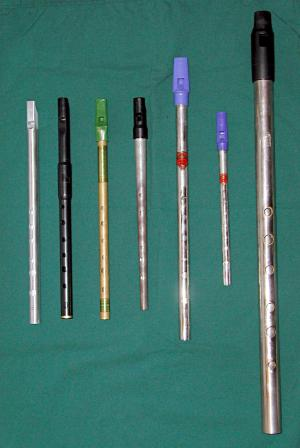
Tin whistles, propis de la música irlandesa.
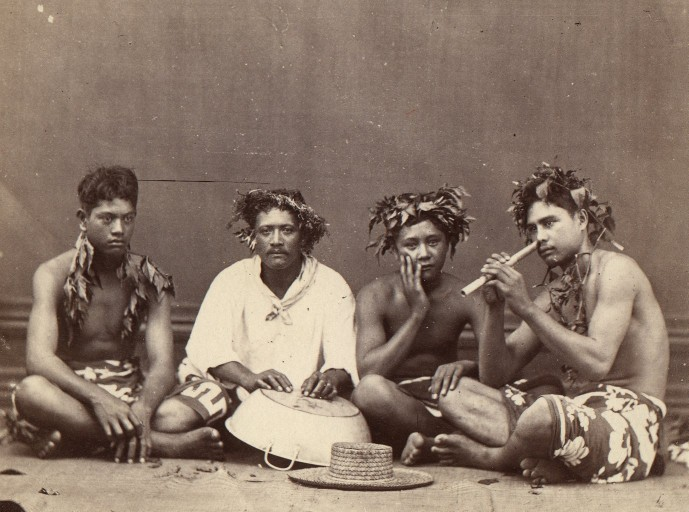
Un jove tahitià tocant la flauta nasal, vivo; fotografia feta entre 1860 i 1879.
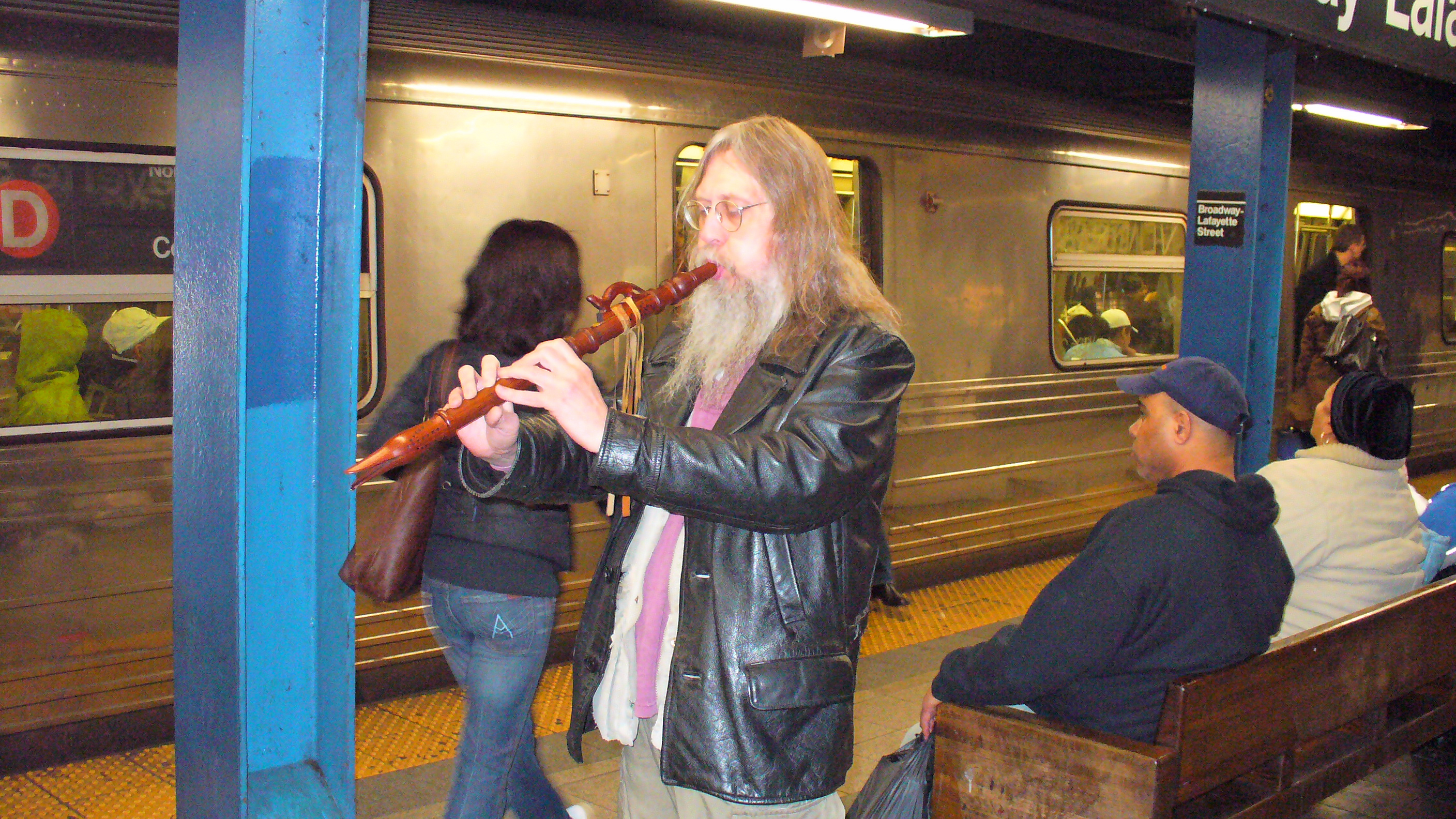
Flauta dels nadius nord-americans.
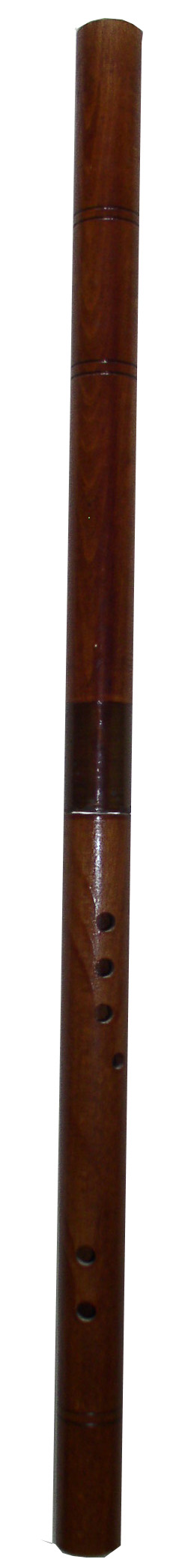
Fluier, flauta de Romania
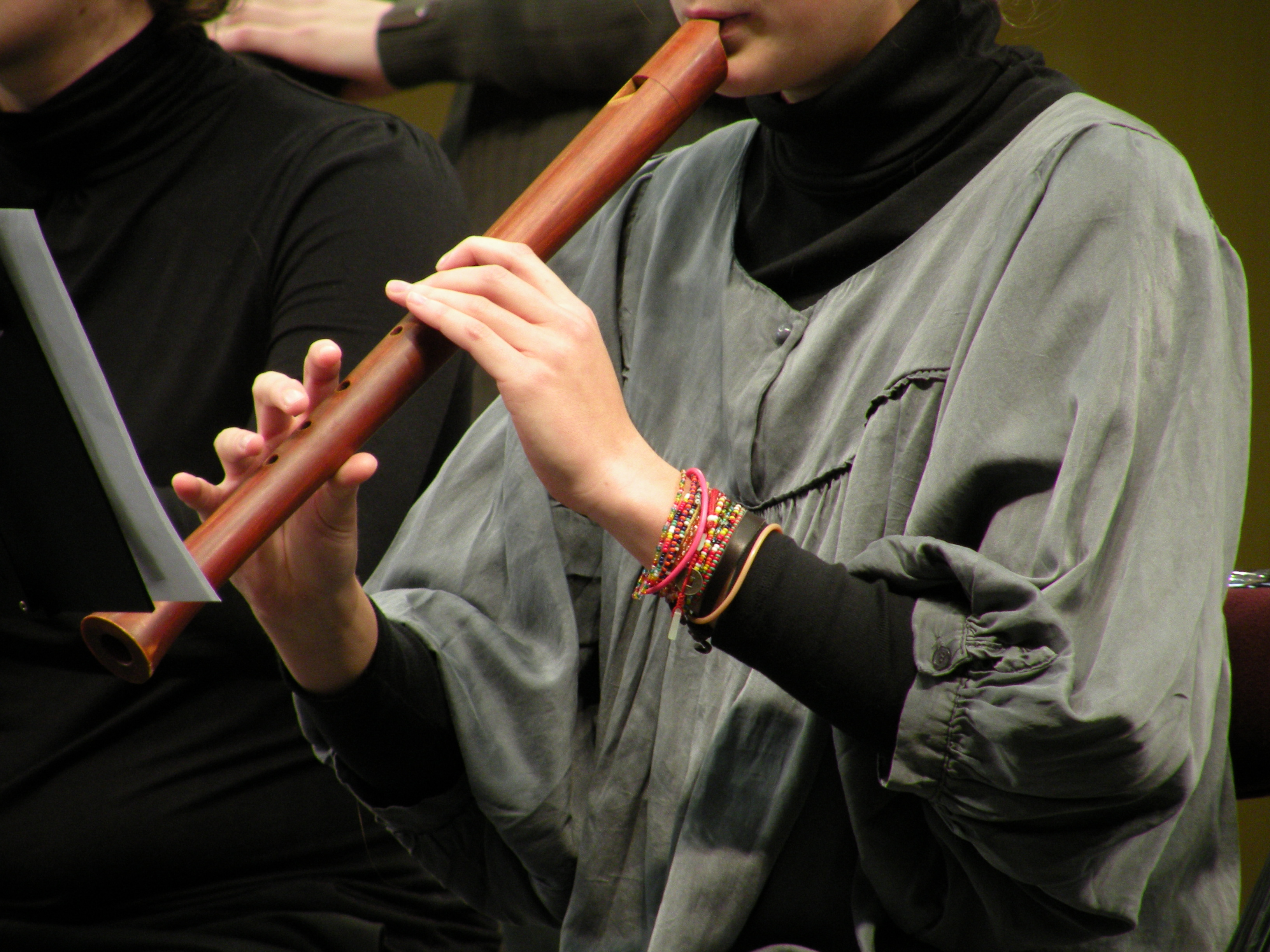
Flauta de bec contralt del Renaixement (Segle XVI)
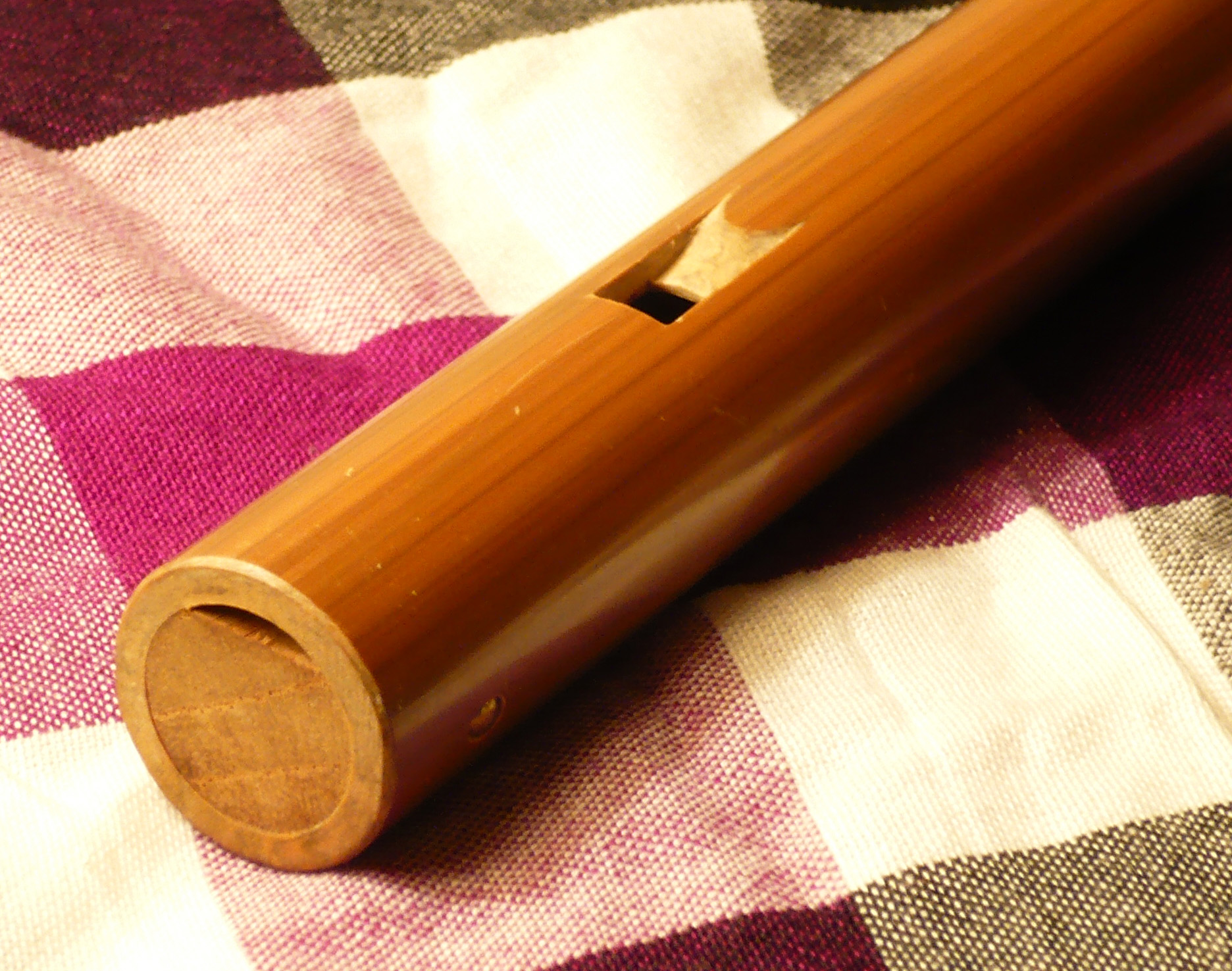
Detall de l'embocadura d'un khlui, una flauta de bambú pròpia del poble thai.
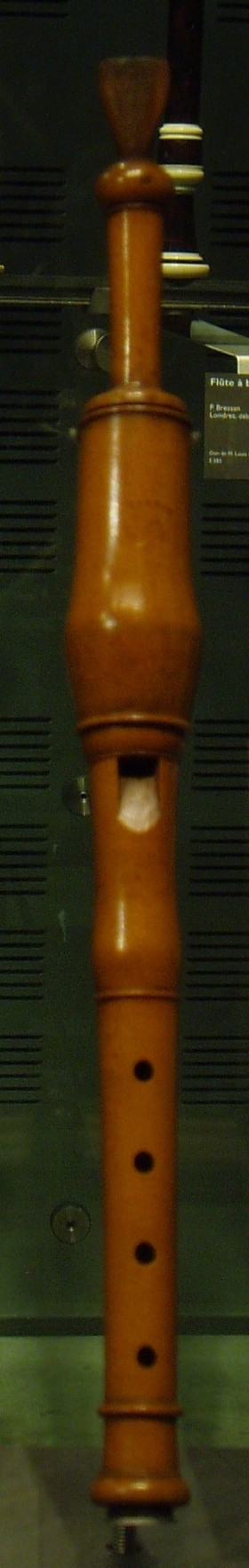
Flageolet construït a París al segle xix per Jean François Martin i conservat la museu de la música d'aquella ciutat.
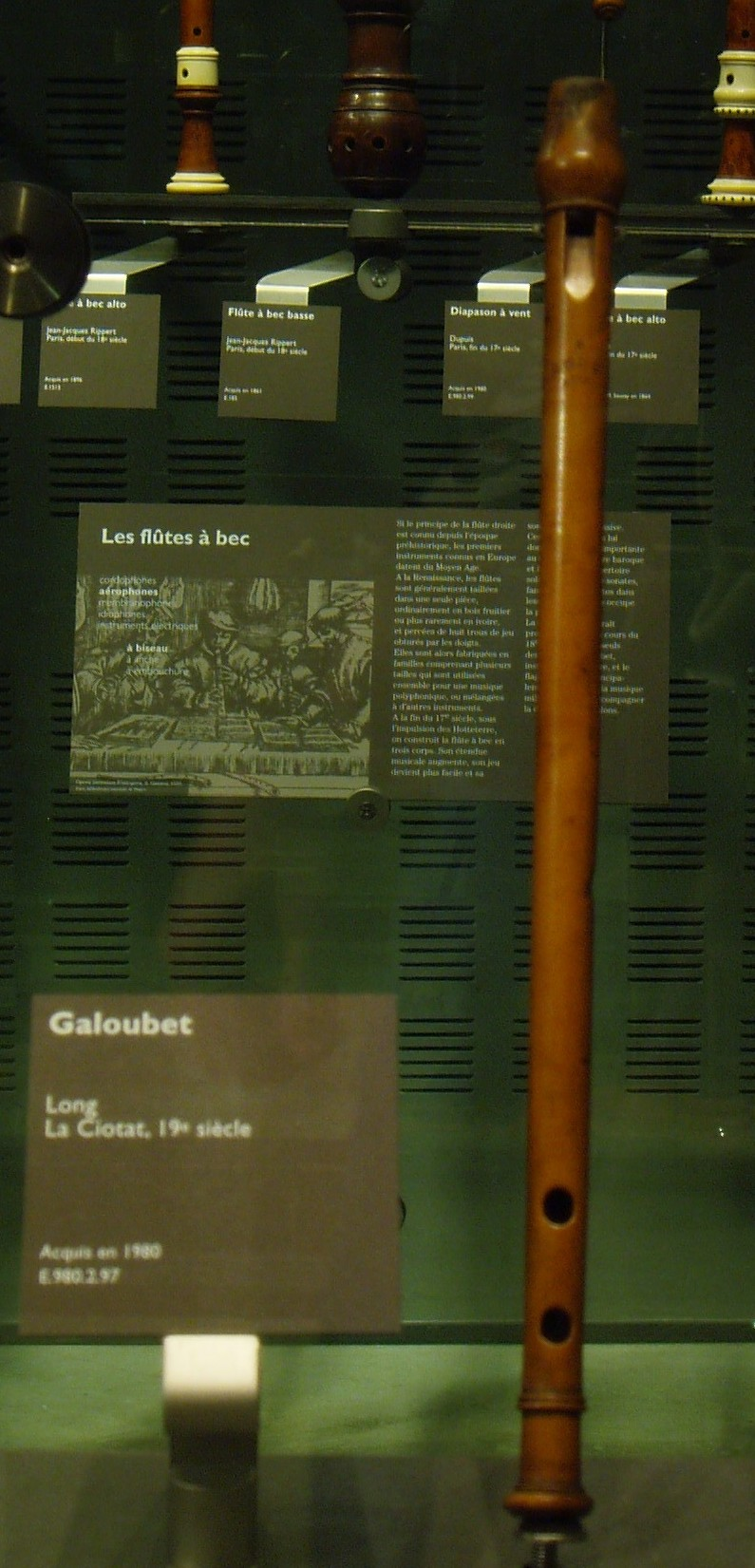
Galoubet, del segle xix. París, Museu de la música.
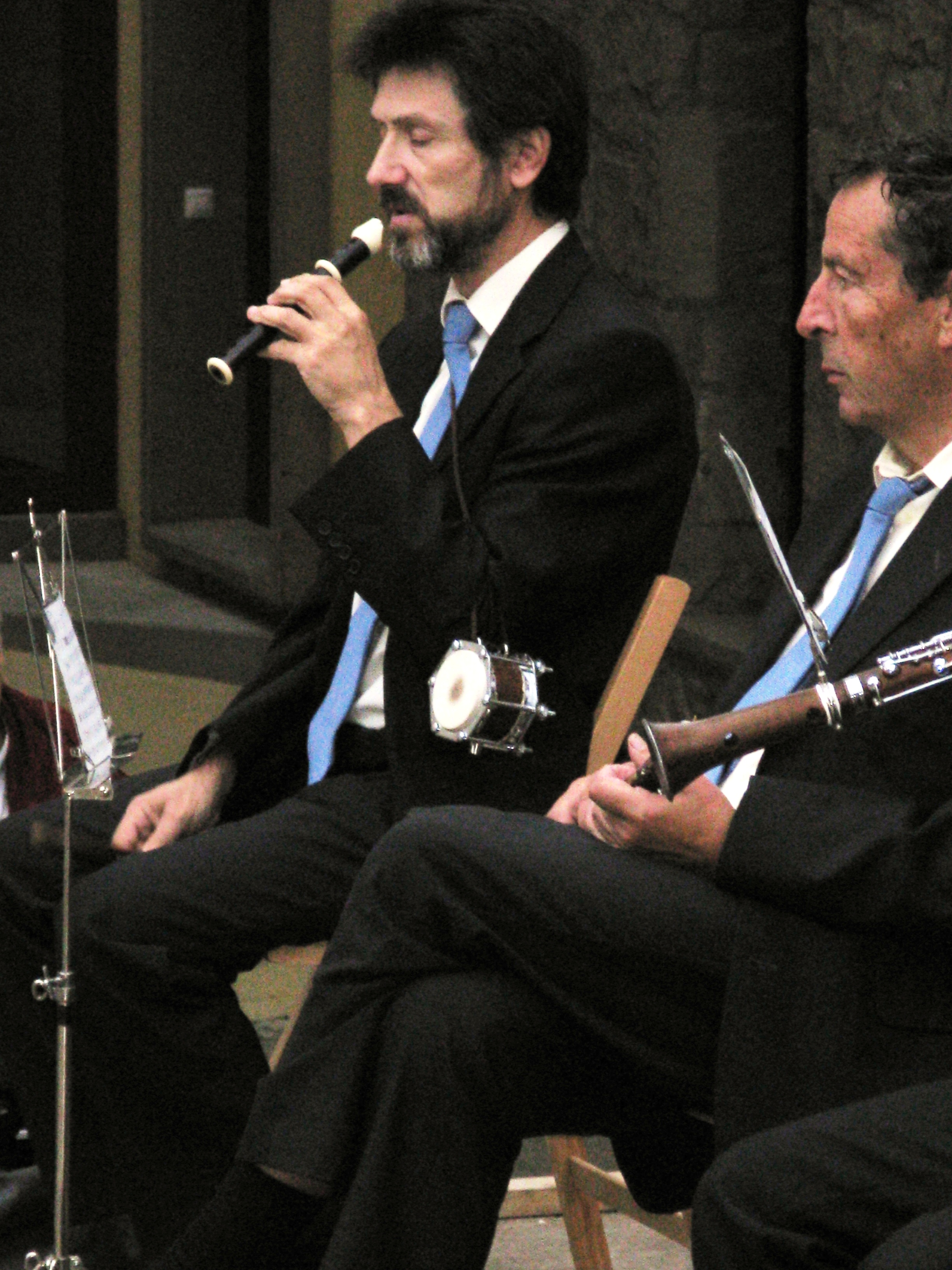
Flabiolaire de la cobla La Principal d'Olot.
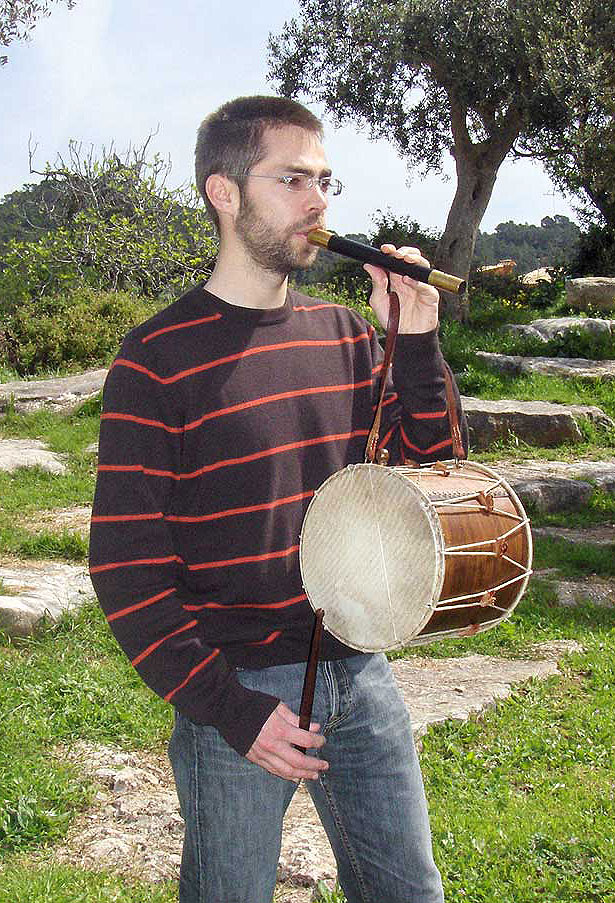
Flabioler mallorquí
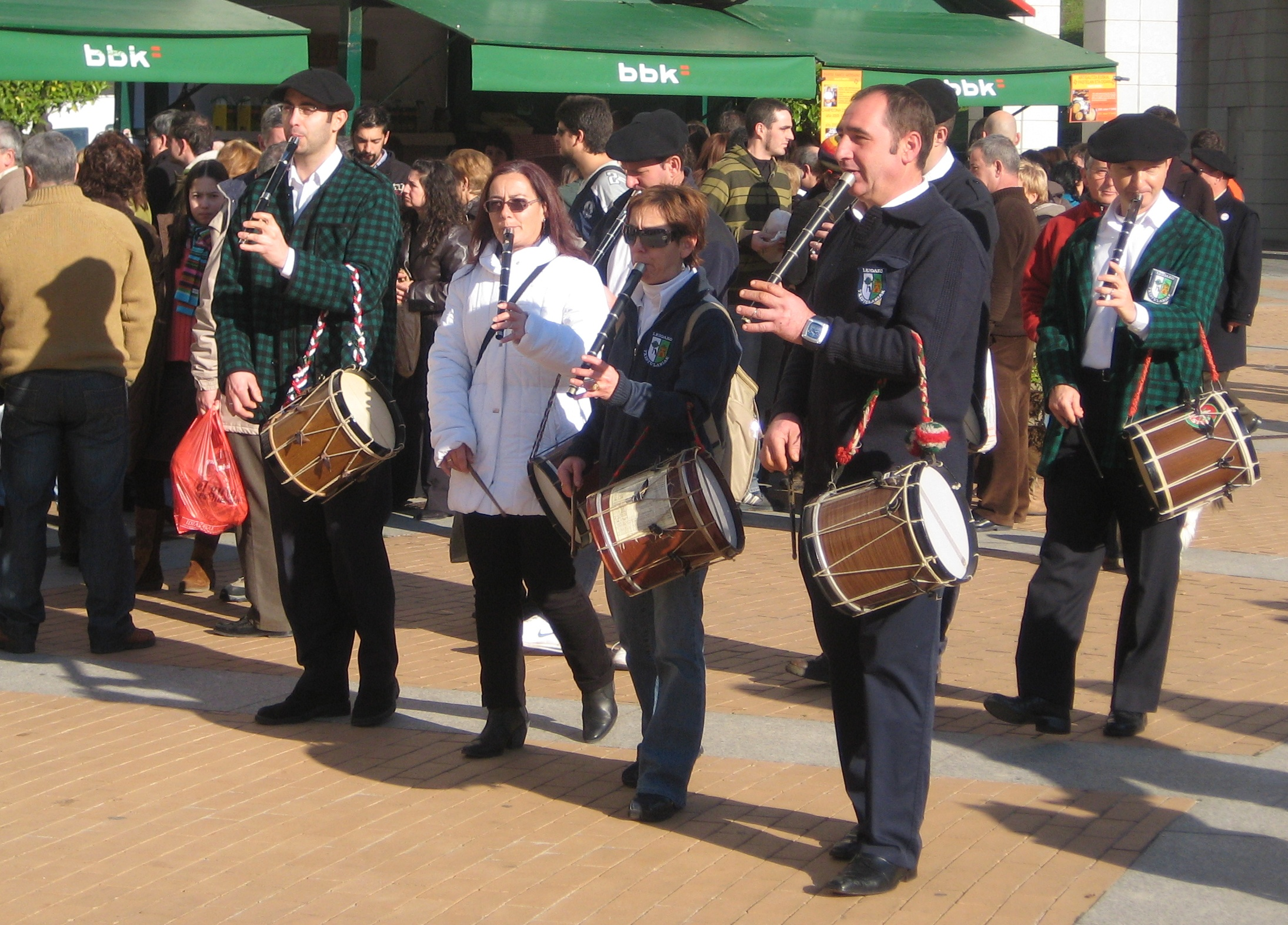
Txistularis de la banda Leioako txistulariak, a Leioa
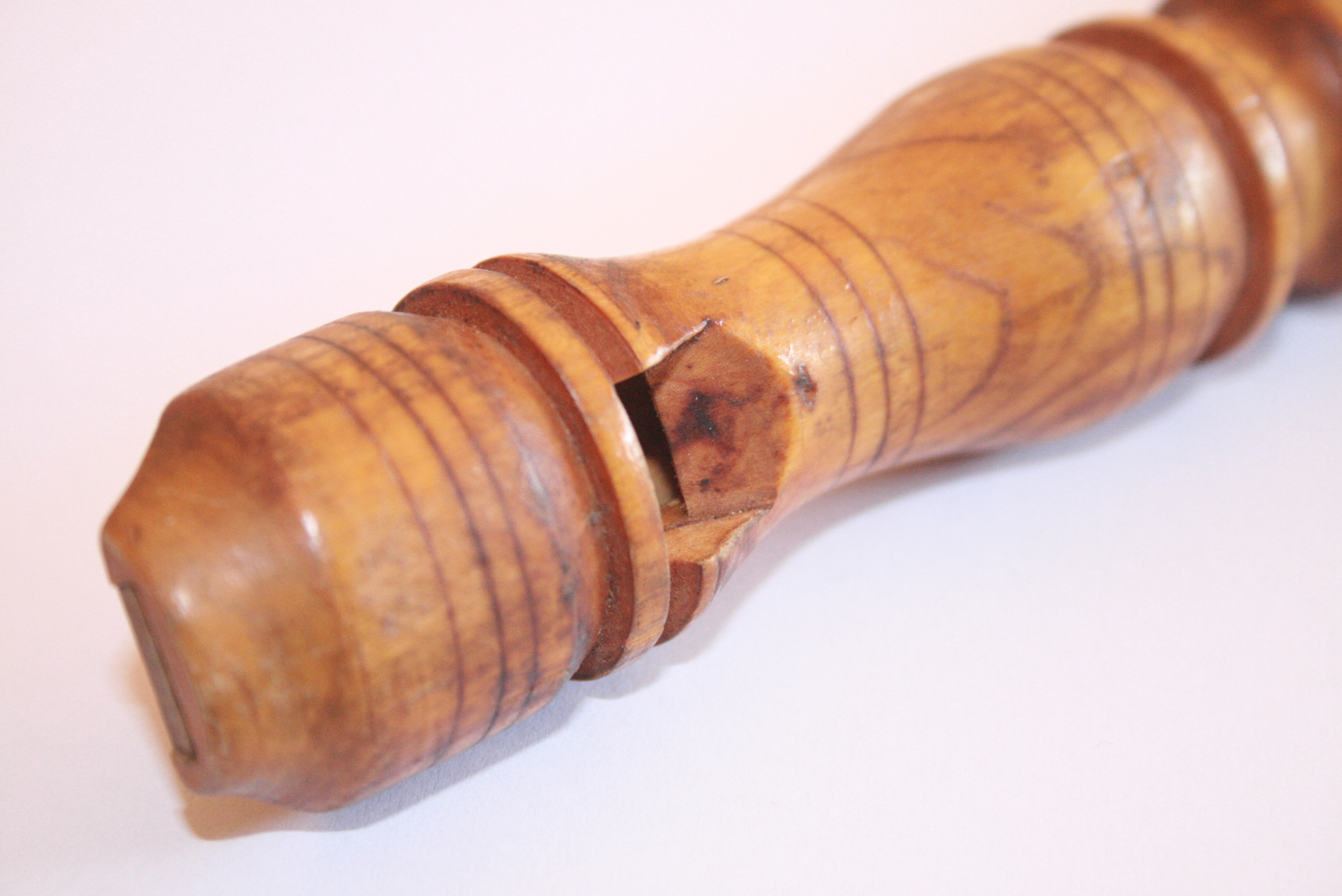
Detall de l'embocadura d'una flauta de tres forats de la Maragatería.
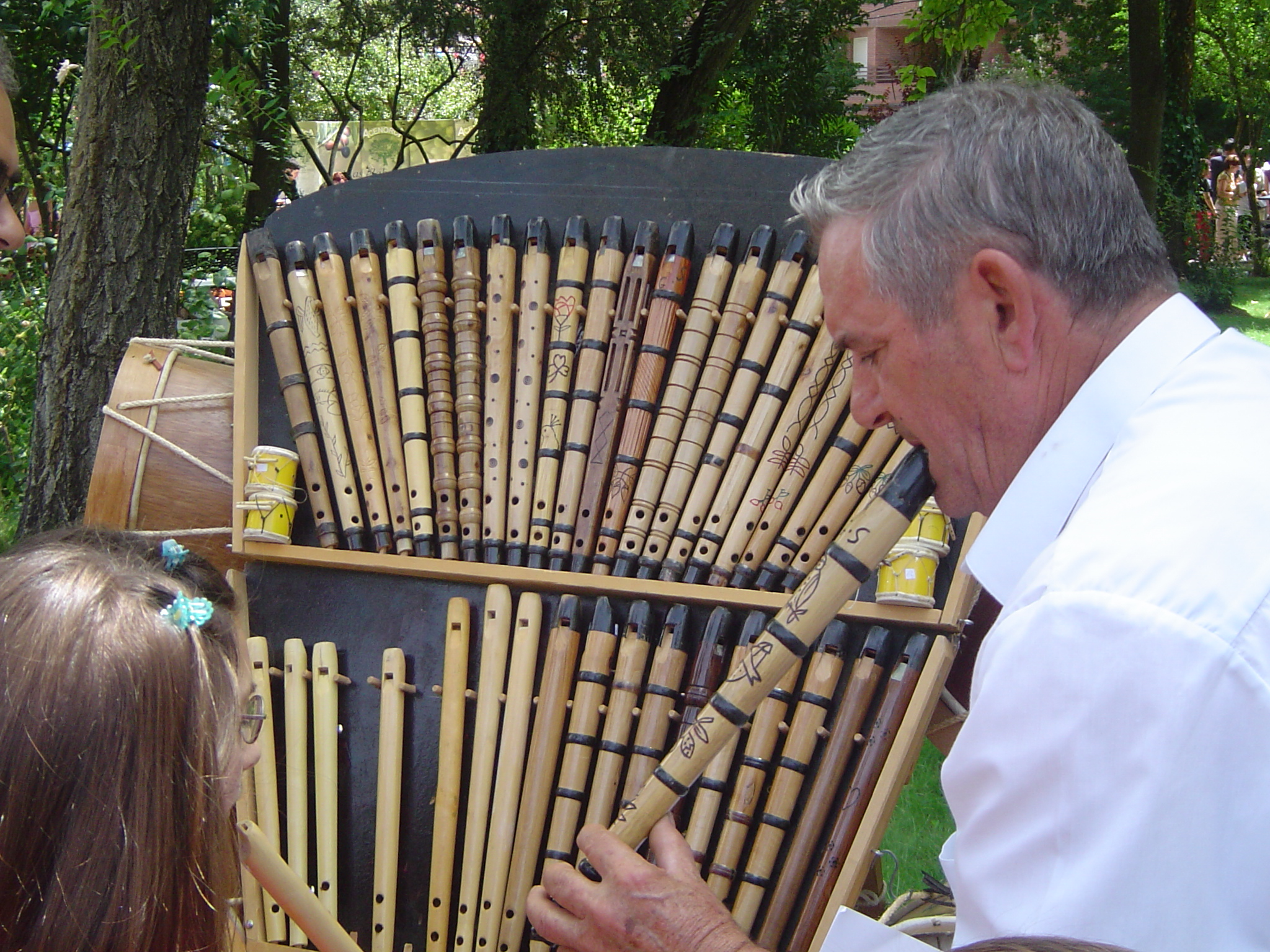
Exposició de flautes de tres forats a Montehermoso, (Extremadura)
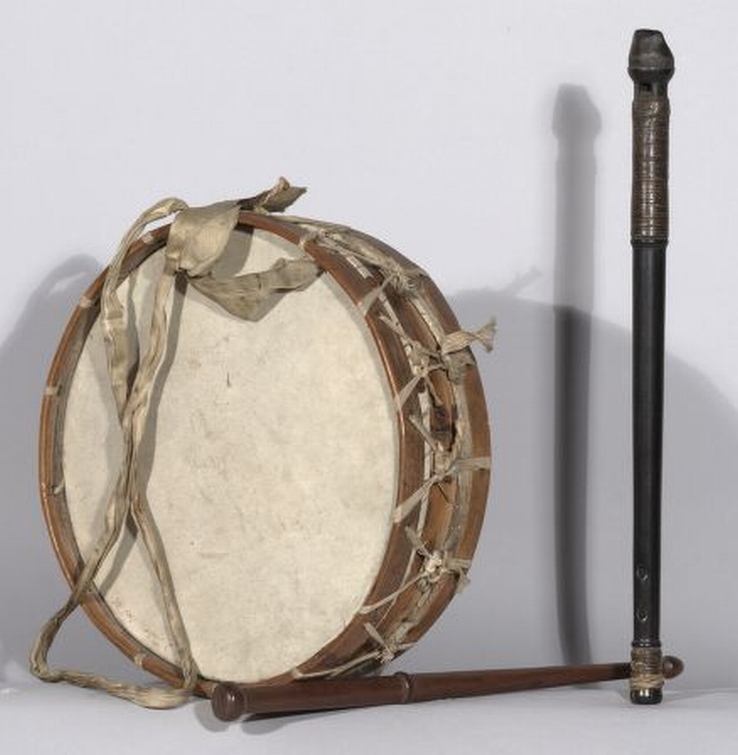
Flauta de tres forats i tambor, que havien estat propietat de Thomas Humphries (1806-1886) d'Oxfordshire amb els quals va tocar la Morris dance durant quatre dècades
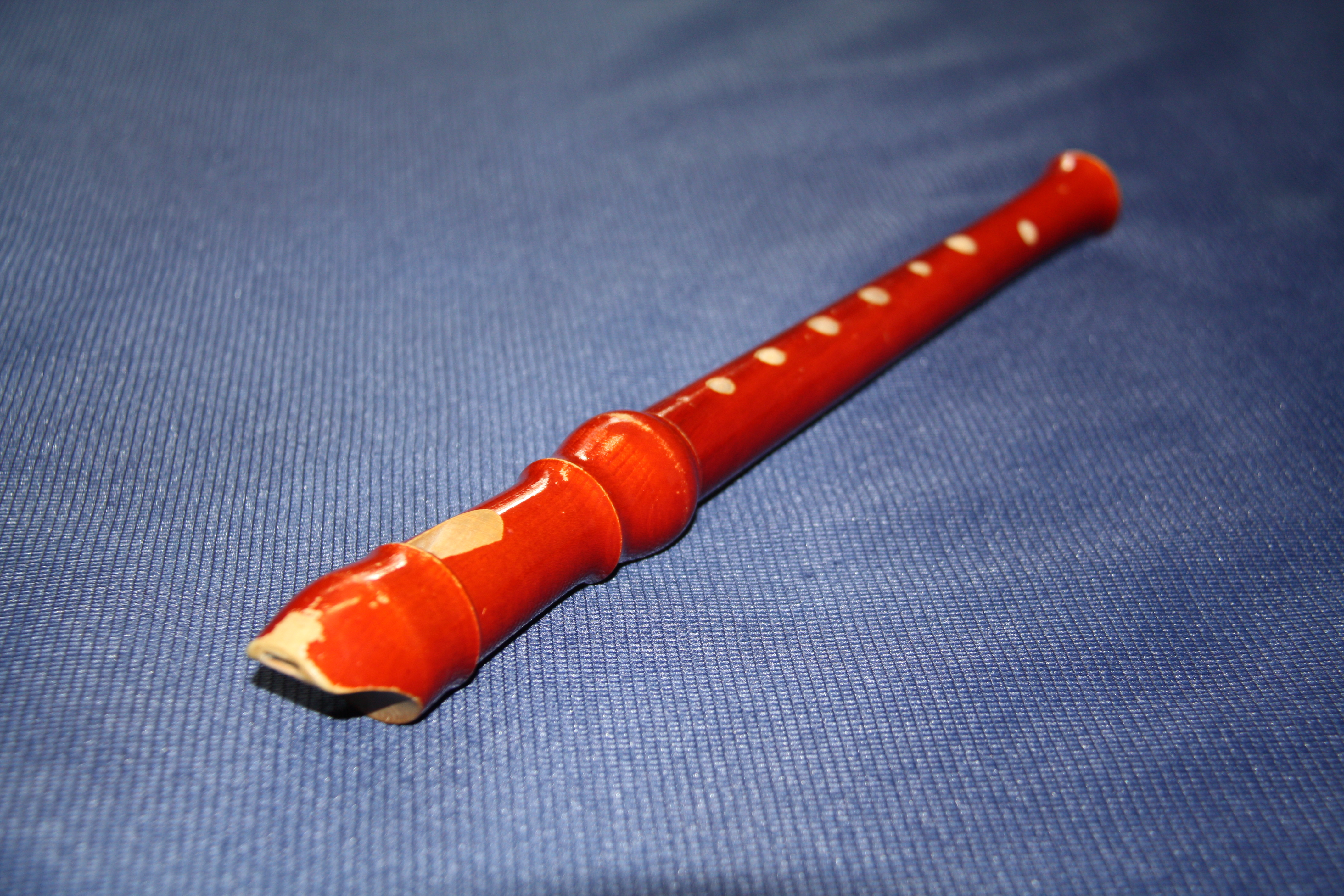
Flauta de bec del tipus que es fa servir a les escoles.
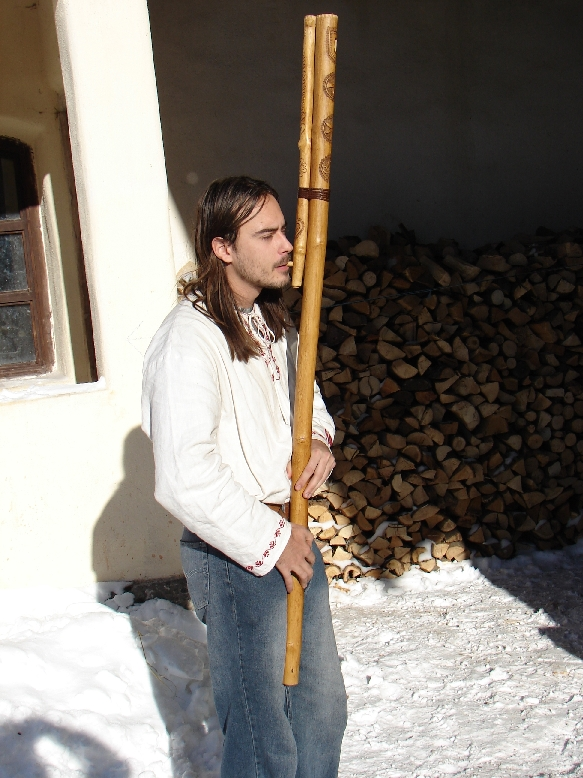
Fujara, instrument d'Eslovàquia.
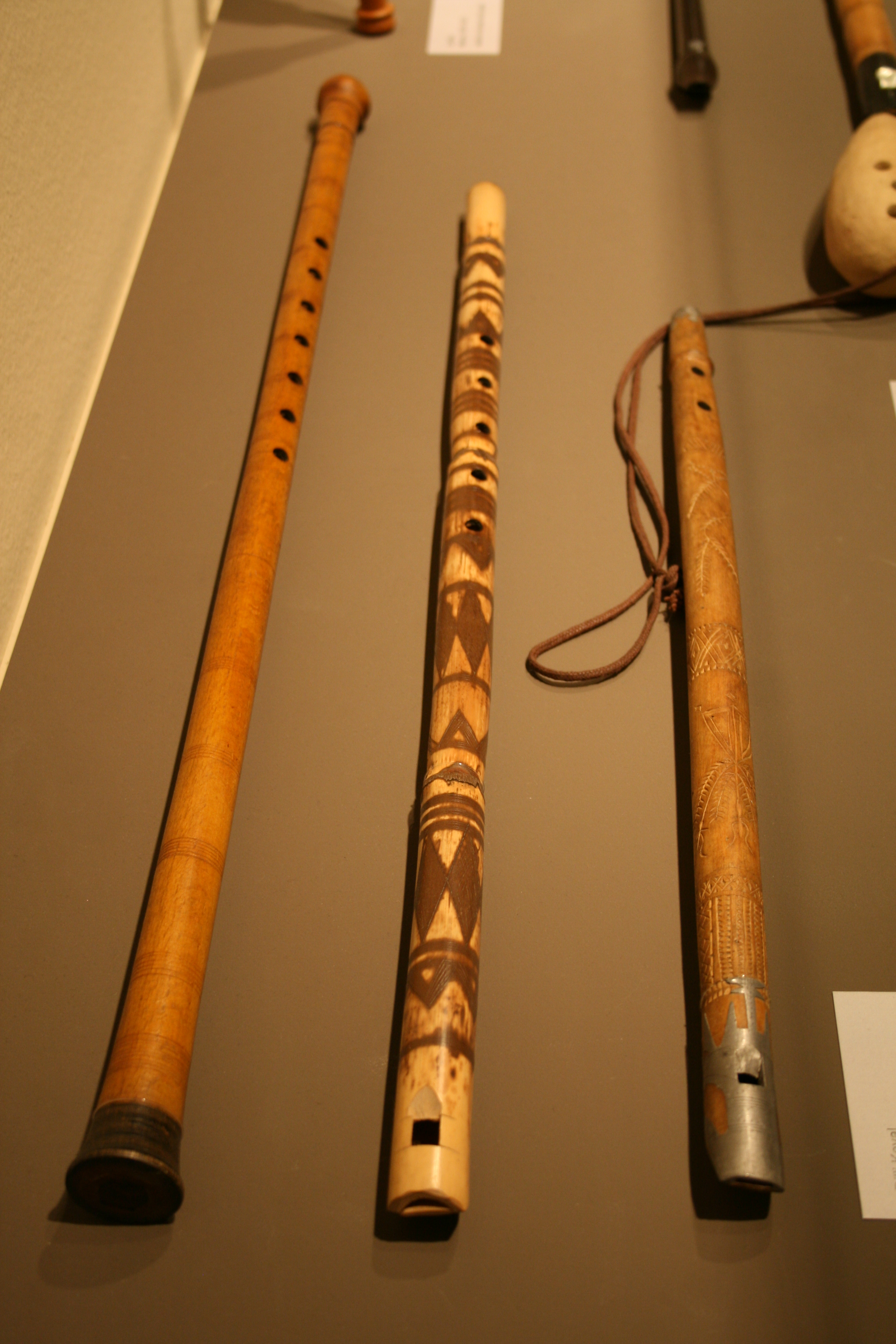
Al mig una flauta Masula, d'Algèria i a la dreta una Flaüta eivissenca. A la dreta un Kaval, de Turquia, sense finestreta, bufat per l'extrem.
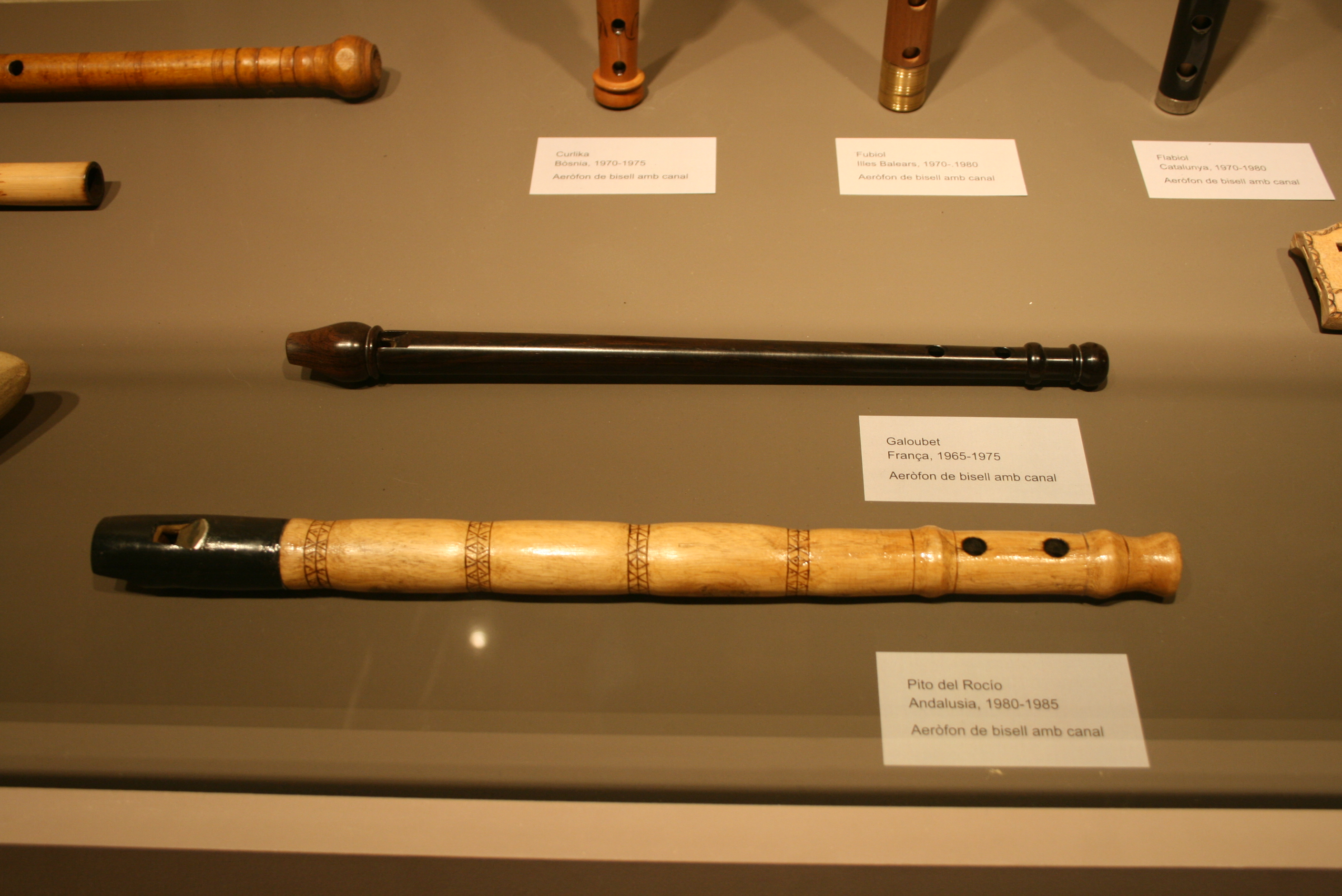
A dalt un galoubet francès, i a sota un "pito rociero" o del Rocío, d'Andalusia.
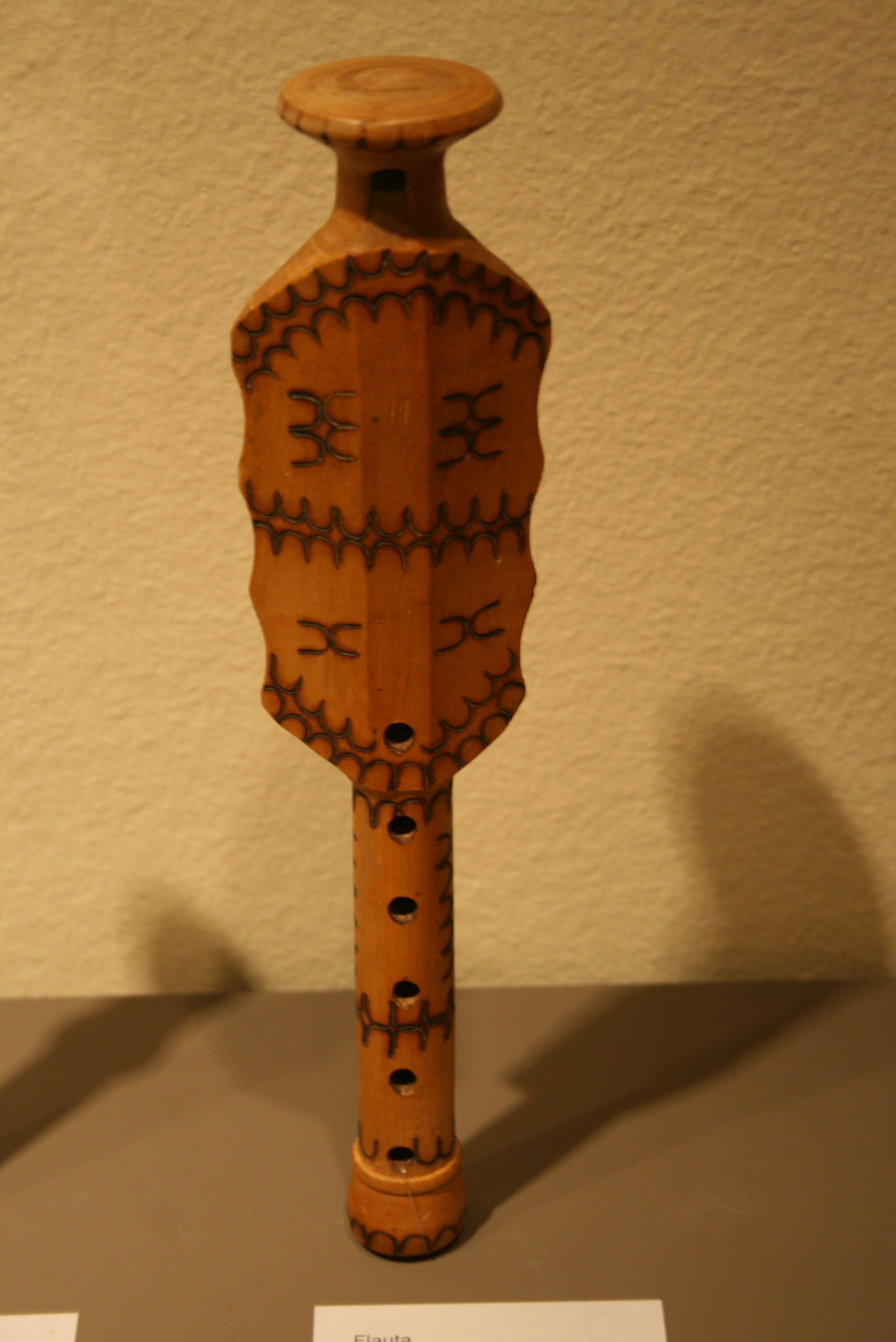
Un tipus de flauta de bec propi de l'illa de Xipre.

- Flautes de recipient. Tenen la particularitat que el ressonador no té forma tubular si globular. Algunes tenen forats i poden articular algun tipus de melodia, però altres són simples xiulets. Els xiulets metàl·lics més habituals són d'aquest tipus. Alguns són fets d'argila. N'hi ha que es bufen a l'extrem, sense finestreta, i altres amb bisell després del canal d'aire i finestreta. A la cultura asteca van ser molt freqüents, fetes amb argila i representant éssers mitològics diversos. També l'ocarina forma part d'aquesta tipologia, igual que el xun xinès i diverses flautes globulars africanes.

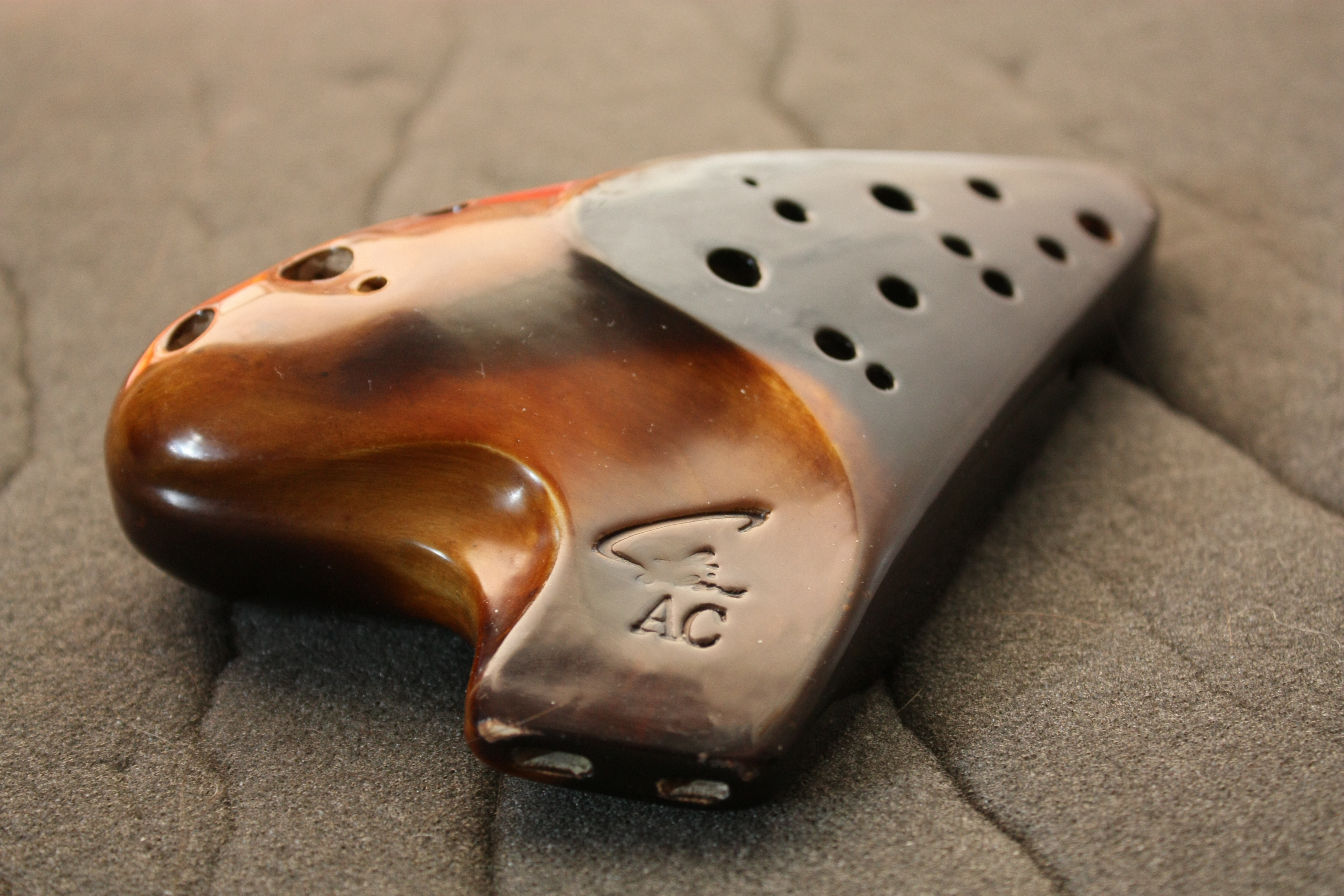
Ocarina
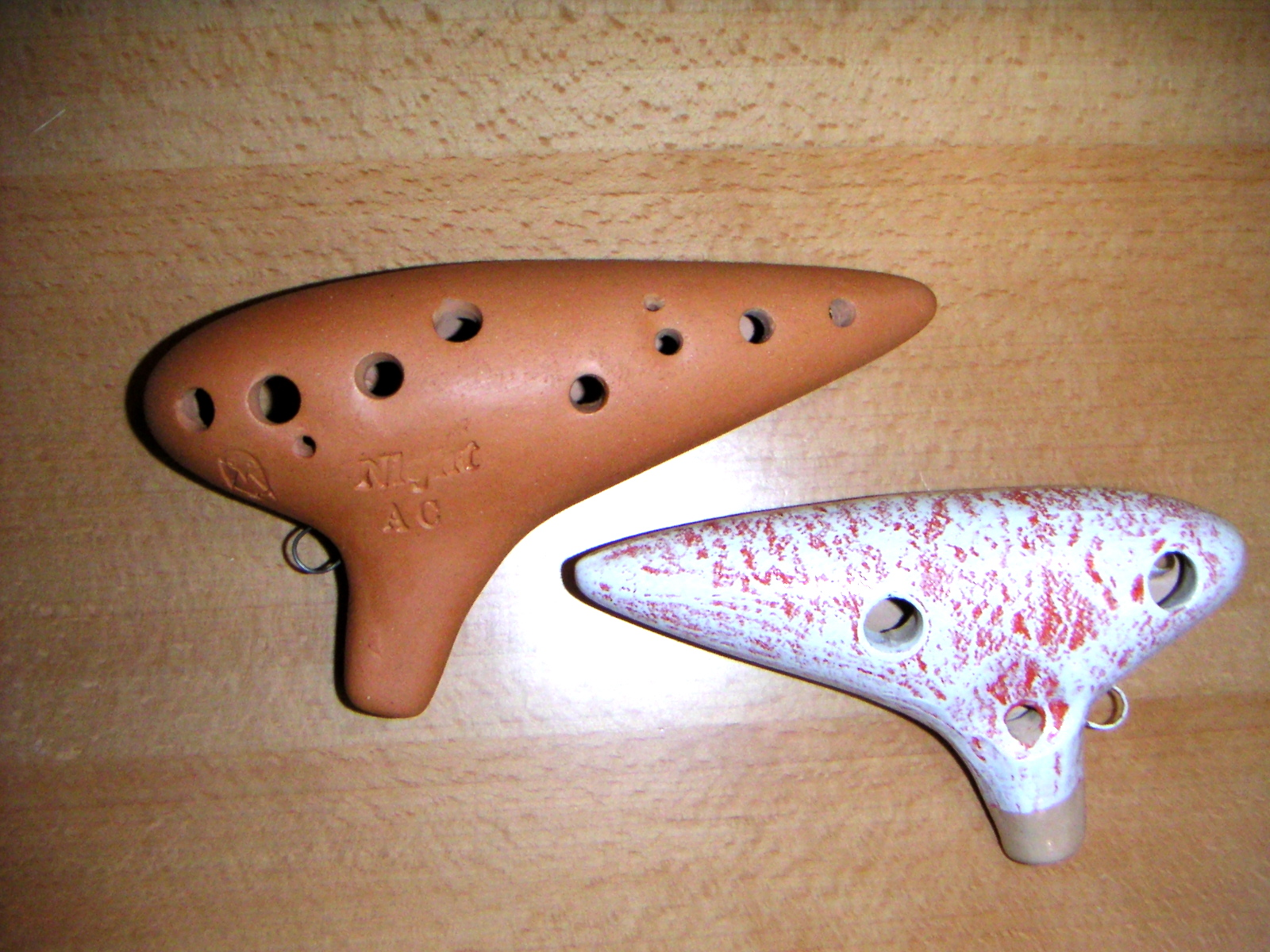
ocarines de tessitures diferents: soprano en do i contralt en fa.
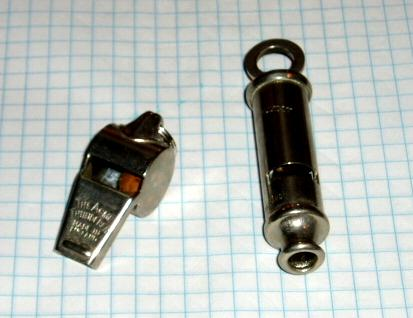
Xiulets; el de la dreta, propi de la policia urbana
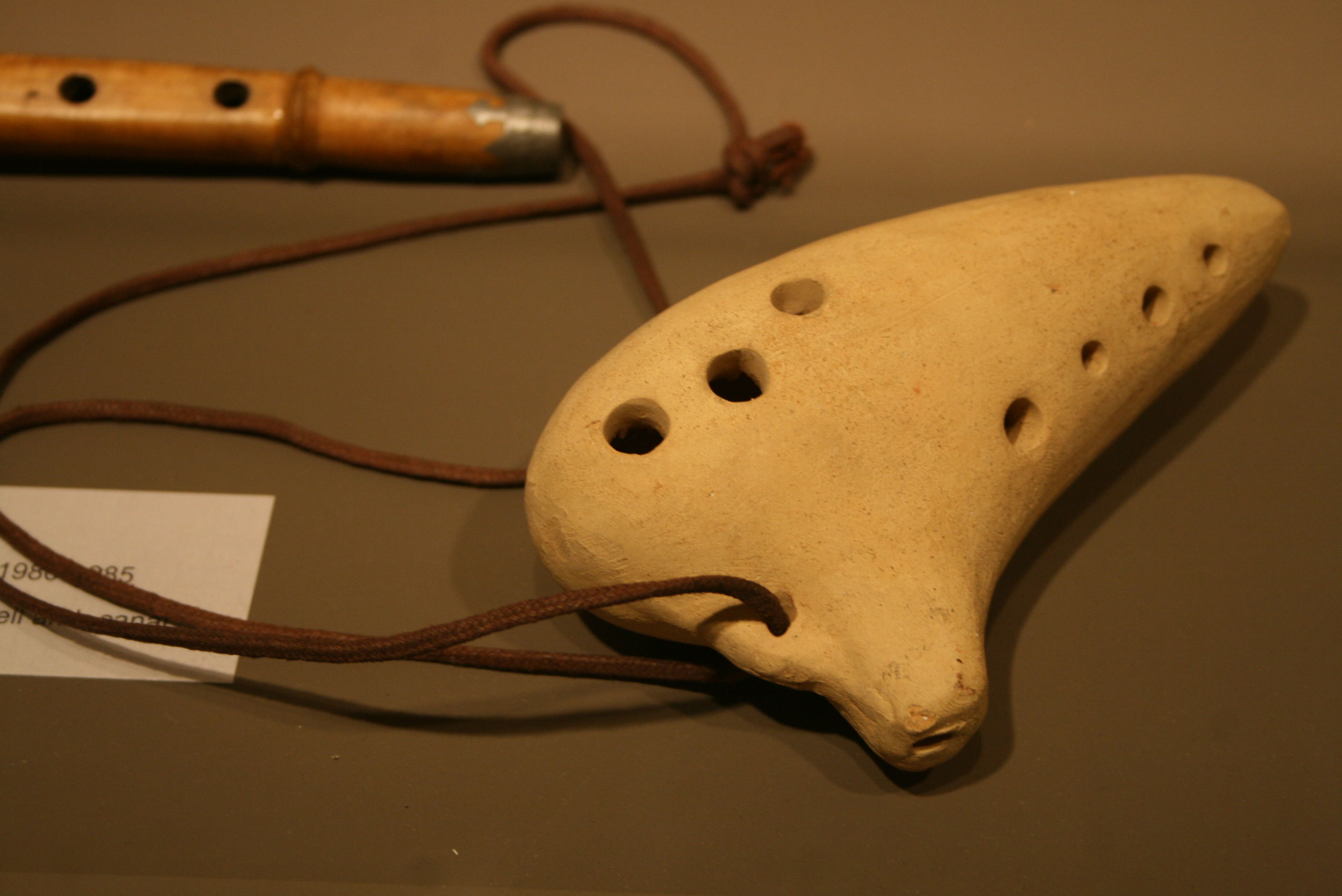
Ocarina feta de ceràmica, de les Illes Balears.

- Flautes travesseres. Estan esteses en àrees molt extenses. Des del Japó (flauta fuye, feta de canya de bambú), passant pel ti o ti-tzu de la Xina, i el bansuri de l'Índia, a més de les pròpies de Mèxic –en ceràmica- o Sud-àfrica. Des del segle xvi, diversos exèrcits europeus van començar a emprar com a instrument militar, tant en les batalles com també en les parades i altres demostracions, un tipus de flauta travessera petita i aguda coneguda amb el nom de pifre, que fou immortalitzada per Édouard Manet en el quadre que porta el mateix nom. En la tradició de la música clàssica, a part de la flauta travessera en do, existeix el flautí –que no ha incorporat un dels canvis més importants experimentats per la flauta travessera i es continua fent de fusta- que sona una octava més aguda que la travessera i que abunda en les orquestracions d'ençà de finals del segle xix. A part, però menys utilitzades que aquest, també existeixen la flauta contralt i la flauta baixa.

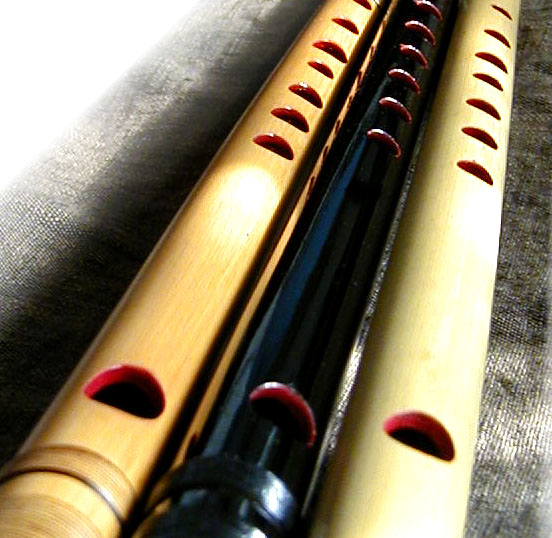
Tres tipus diferents de shinobue, flauta travessera pròpia del Japó, totes tres de set forats i afinades respectivament en si bemoll, en si i en do.
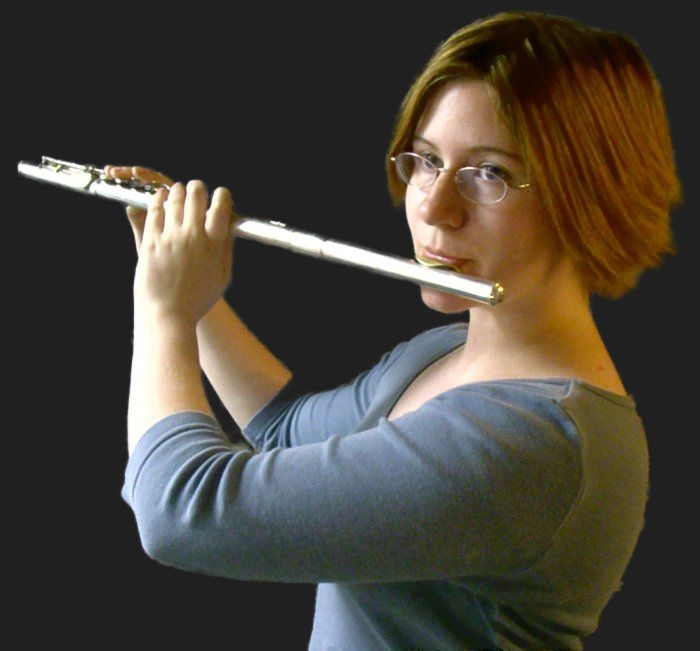
Intèrpret de flauta travessera de concert.
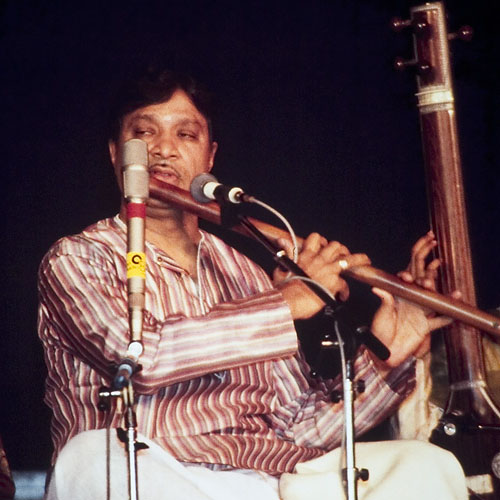
Hariprasad Chaurasia tocant el bansuri
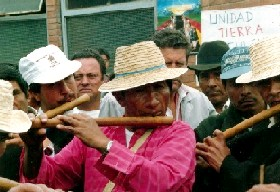
Individus del poble nasa, de la serralada dels Andes de Colòmbia tocant la flauta kuv’.
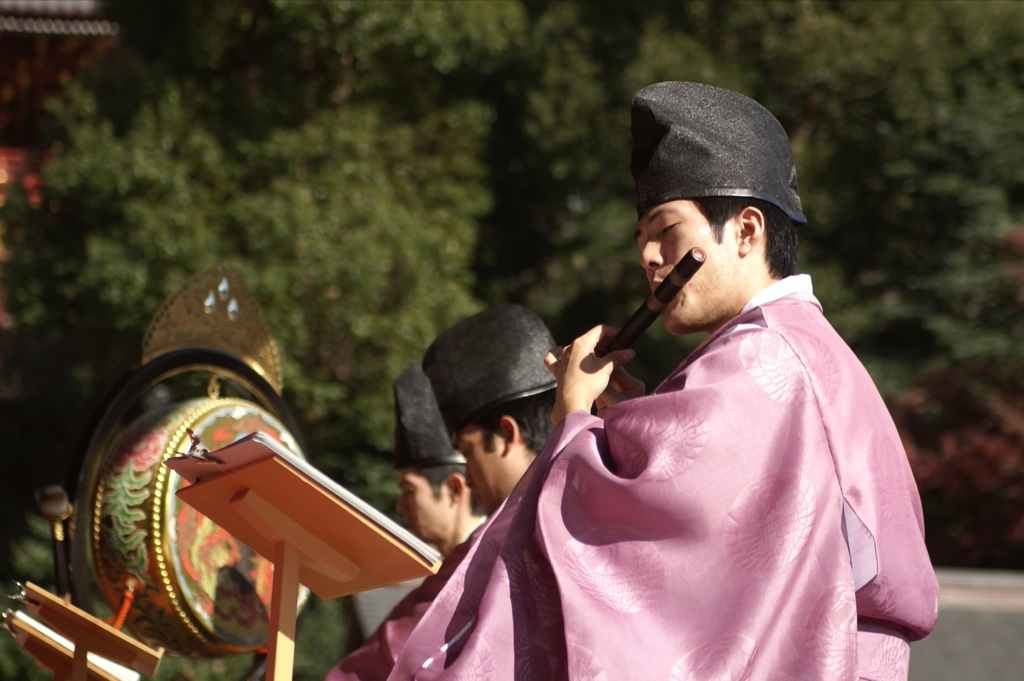
Intèrpret de Ruyteki, una flauta travessera tradicional del Japó.
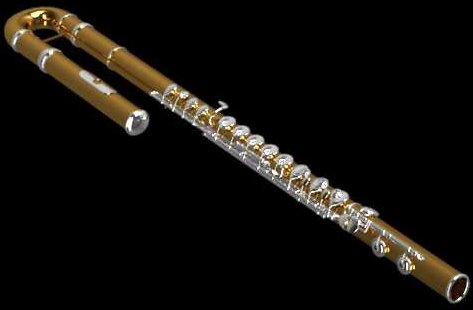
Flauta travessera contralt
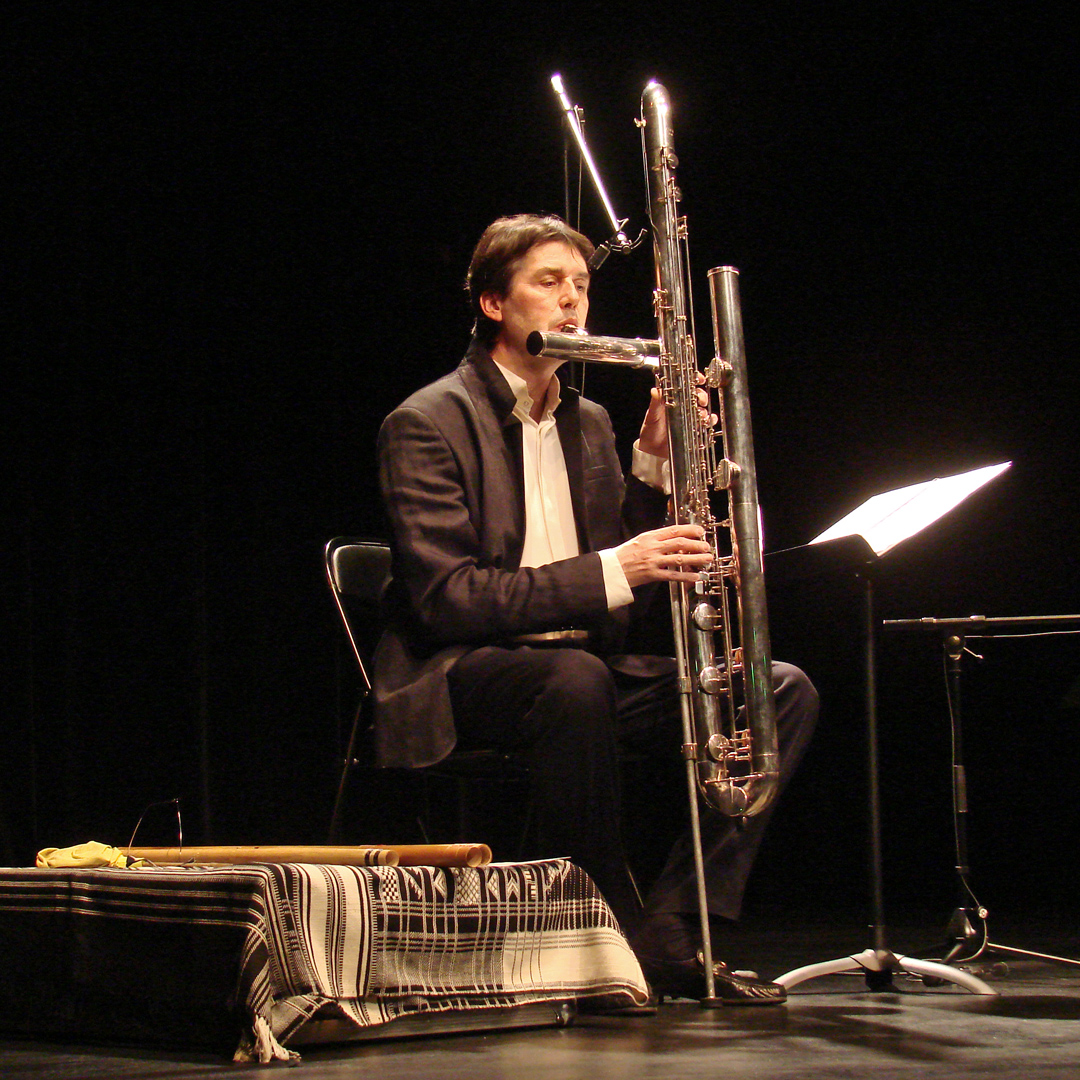
Henri Tournier tocant una flauta travessera doble contrabaix al Concert "Tradition et musiques d'aujourd'hui" (tradicions i músiques d'avui) al museu Guime.
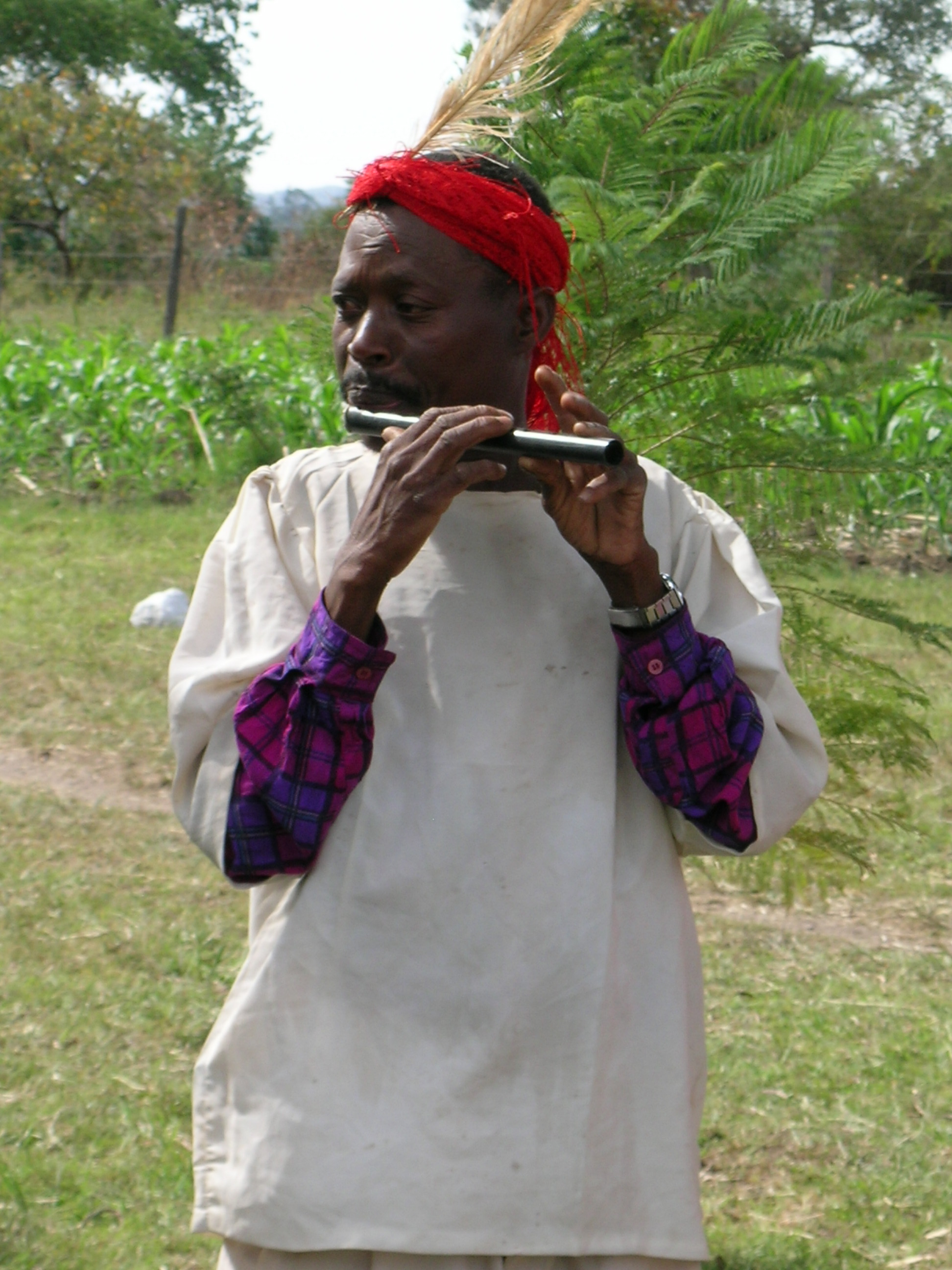
Flautista de l'ètnia Kuria, de Kenya.
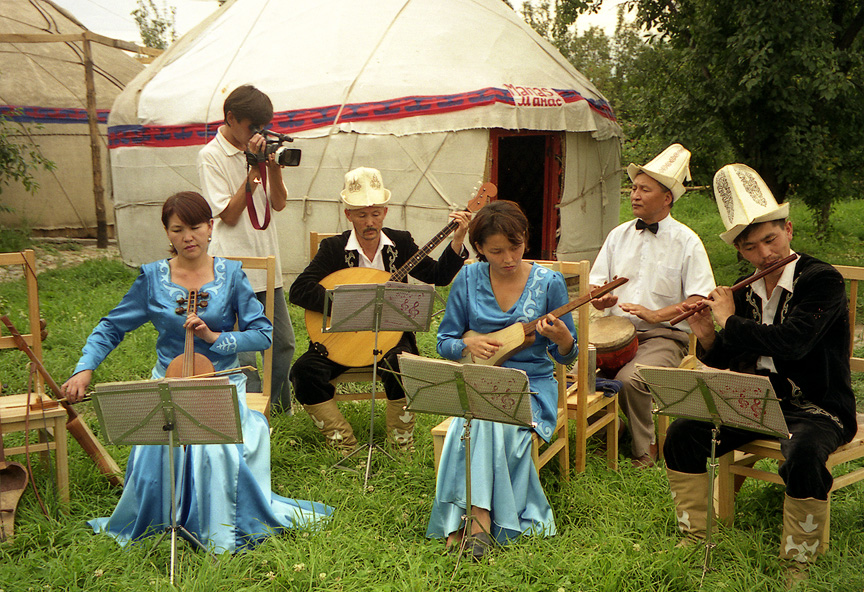
Músics kirguissos tocant instruments folklòrics, entre ells una flauta travessera sybyzgy
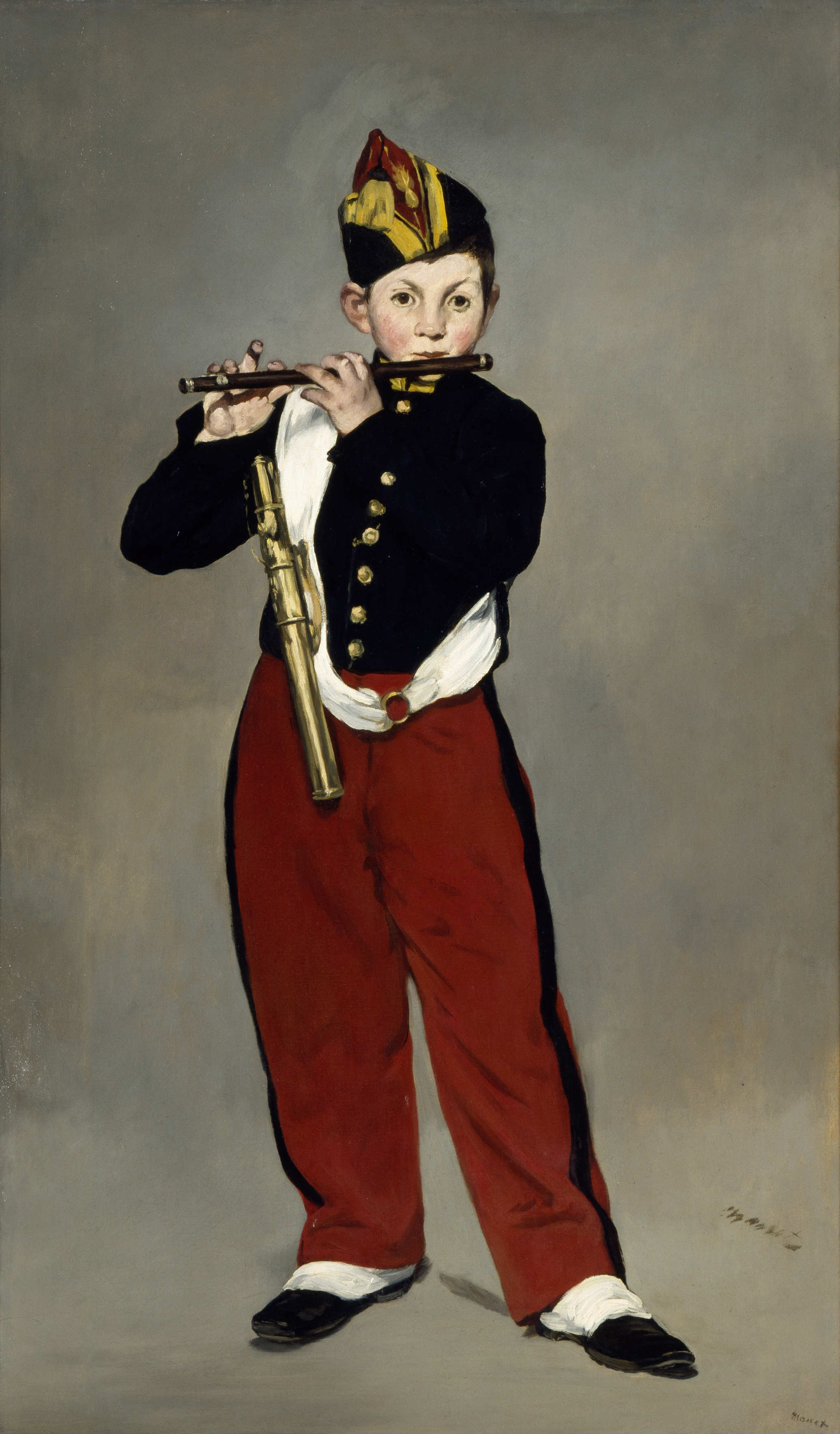
El sonador de pifre, quadre d'Édouard Manet
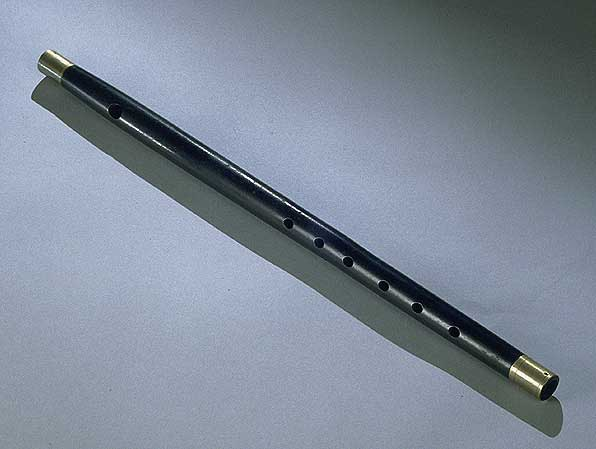
Pifre de fusta de l'època de la guerra civil dels Estats Units d'Amèrica.
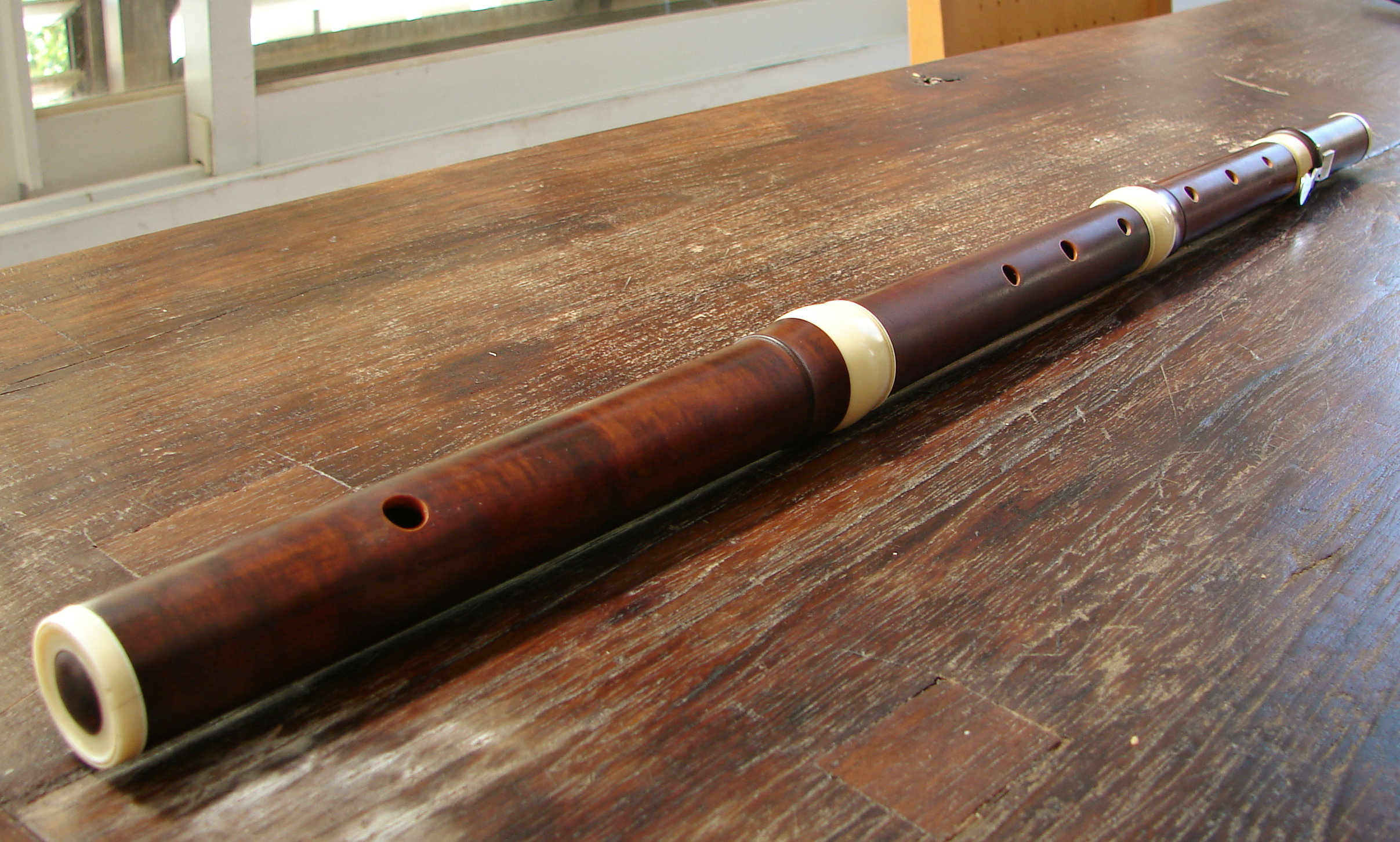
Flauta travessera segons un original de Thomas Lot, feta a Paris ca. 1740. Normalment, avui, aquest tipus de flautes es coneixen com a traverso
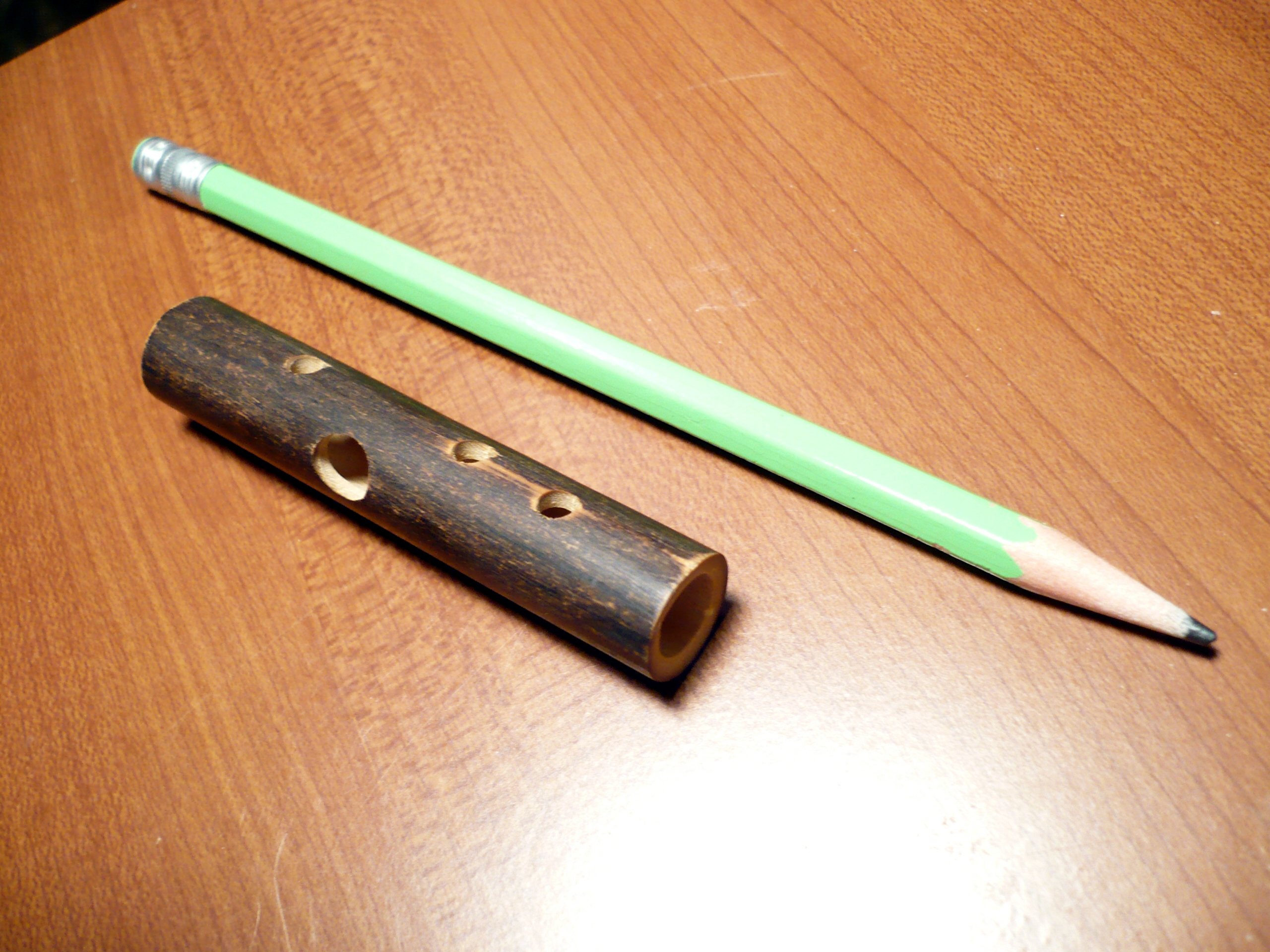
Un koudi, una minúscula flauta travessera xinesa, en canya de bambú, inventada l'any 1971 per l'intèrpret de ti zi, Yu Xunfa. Es bufa pel forat gran del mig. Els dos forats dels extrems també es tapen, amb els dits polzes.

- Flautes múltiples. Predominen, en aquest grup, les de dos tubs, però també n'hi ha que en tenen tres i, fins i tot, de quatre. En alguns casos, els dos conductes d'aires estan practicats de manera que l'aspecte extern de la flauta és de tenir un sol tub. N'hi ha d'argila (abunden a Mèxic), de dues canyes lligades i de fusta, de manera que en un mateix bloc s'hi ha practicat els dos forats tubulars (com en el cas del Dvojnice de Sèrbia i de Croàcia). En alguns casos tots els tubs tenen el mateix nombre de forats disposats al mateix llocs de manera que ambdós tubes tenen la mateixa afinació; en altres, però, o bé tenen disposats diferentment els forats o bé un dels tubs no en té, de manera que funciona com un bordó.

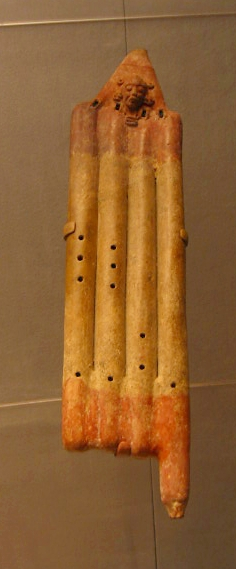
Flauta maia provinent de Mèxic, feta d'argila.
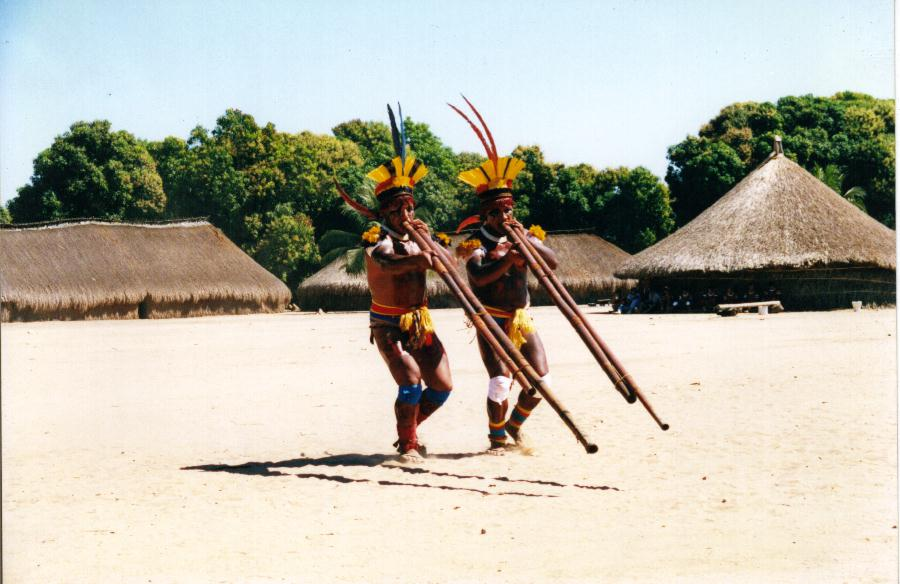
Dos individus del poble Kamaiurá, a l'Amazònia Brasil\brasilera tocant la flauta uruá.
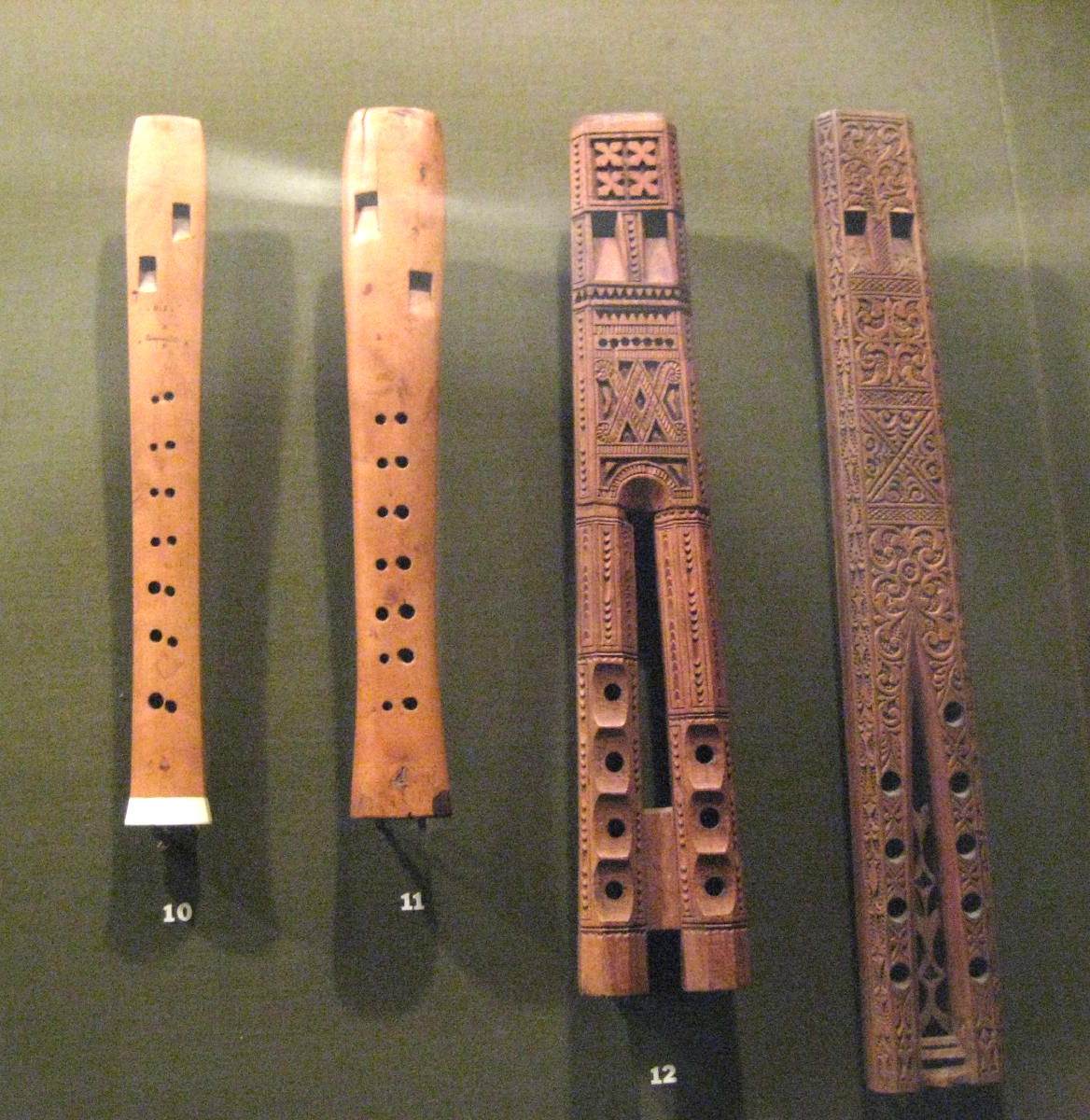
Flautes dobles. D'esquerra a dreta: 2 Akkordflute (Suïssa, ca. 1800;Alemanya S. XIX) i 2 Dvojnice (Bòsnia, S. XIX; (Antiga Iugoslàvia), probablement S. XIX).
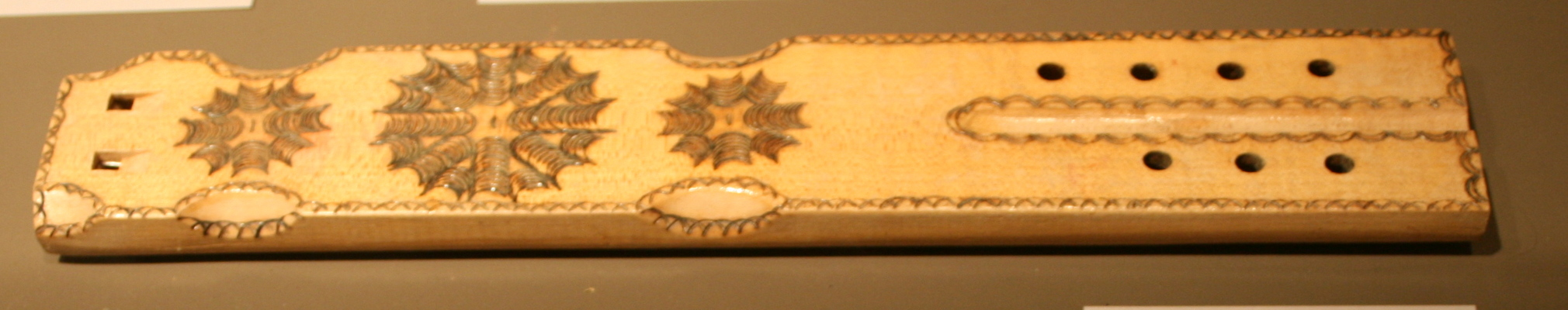
Flauta doble Dvojnice, d'Hercegovina.
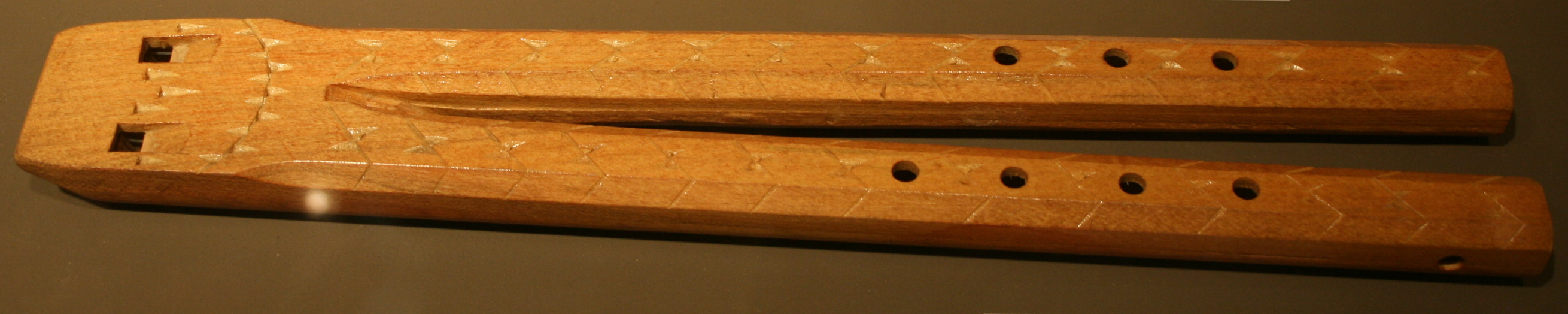
Flauta doble Cyla-diare, pròpia d'Albània.

- Flautes de pan, que consisteixen en grups de tubs, tapats per l'extrem inferior, i de llargades diferents, sense forats de digitació, de manera que cada tub fa una sola nota, però entre tots poden fer melodies. Reben el seu nom del déu grec Pan, però es troben en molts altres indrets: al Perú i en general a tota la regió dels Andes (alguns dels models emprats reben el nom d'antara en quítxua, siku en aimarà, zampoña en castellà a aquella mateixa zona), Romania, Moràvia, Japó, etc. Els tubs que configuren l'instrument es poden disposar en filera recta, en filera una mica corbada –com en el cas del nai de Romania- o en forma de feix, com en el cas de les flautes de les illes Salomó.

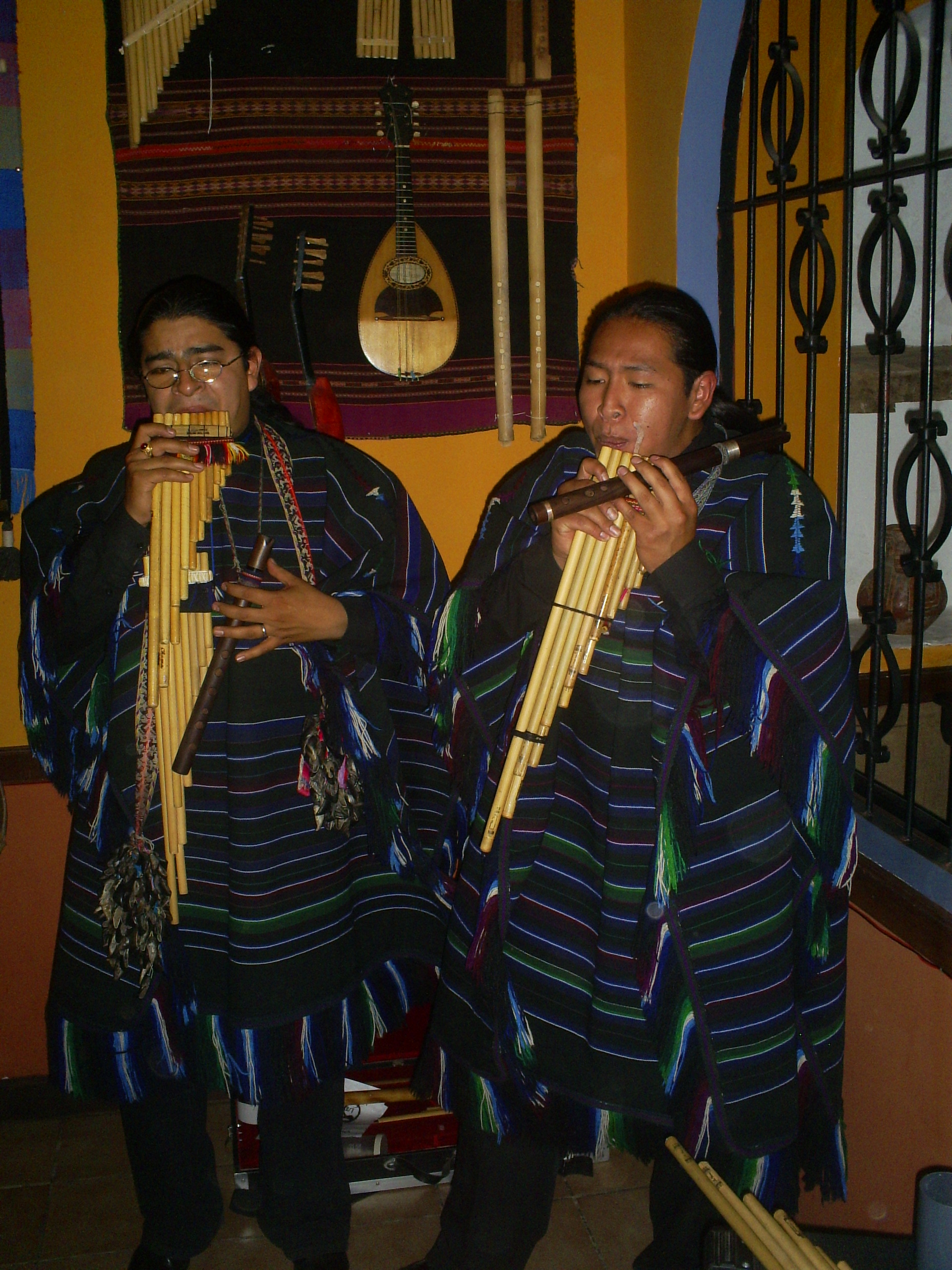
Dos bolivians tocant el Siku
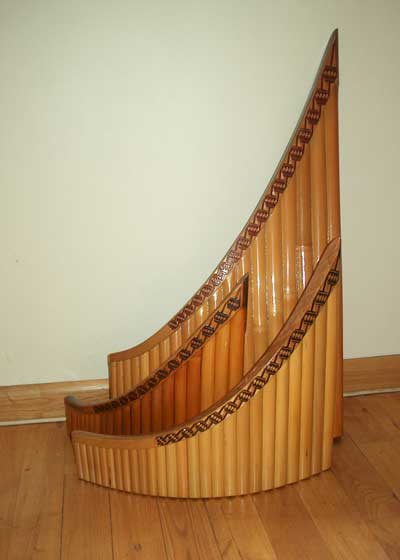
Tres nais, flautes de pan de Romania
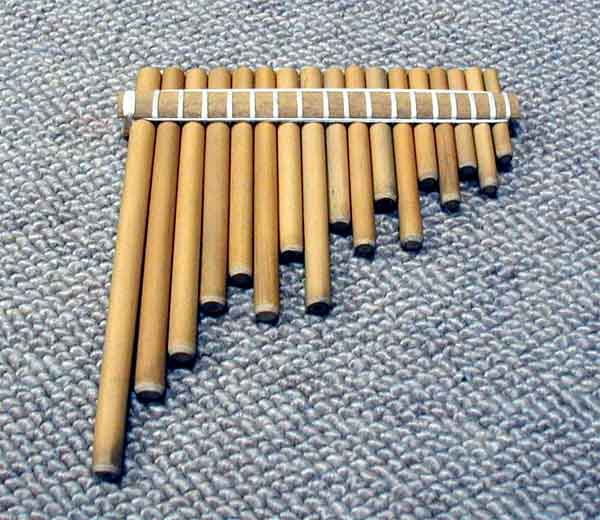
Rondador, flauta de pan del Perú